# マンハイム

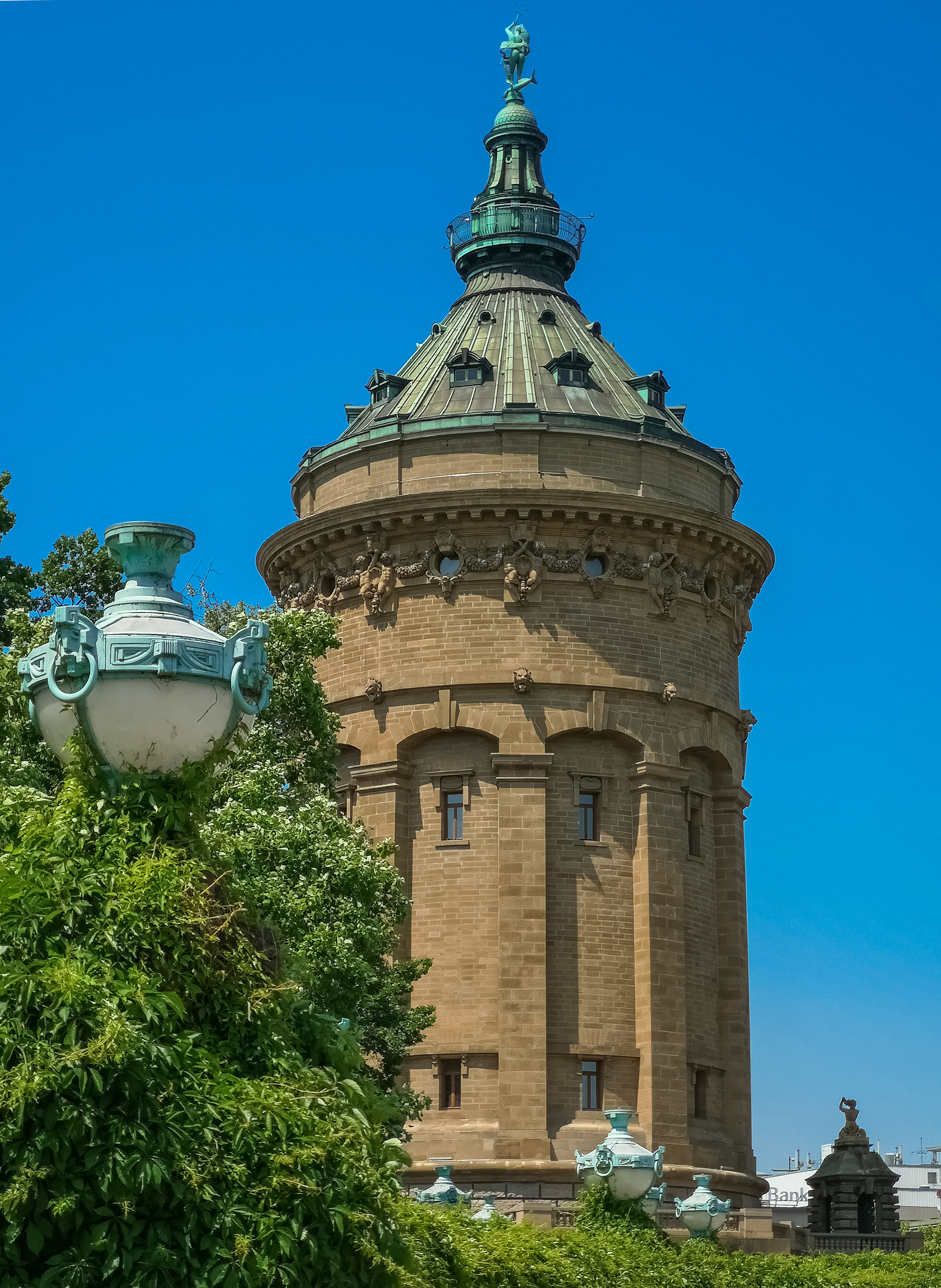
1886年から1889年の間に建てられた給水塔

マンハイム (ドイツ語: Mannheim, ドイツ語発音: [ˈmanha‿im] ( 音声ファイル)) は、ドイツ連邦共和国バーデン＝ヴュルテンベルク州最北端に属する郡独立市。
人口約32万人を擁する大学都市で、シュトゥットガルトに次ぐ同州第2の都市である。かつてプファルツ選帝侯の宮廷所在地であったこの街は、現在ヨーロッパ有数の大都市圏であるライン＝ネッカー広域連合の経済的・文化的中心都市となっている。ラインラント＝プファルツ州に属す隣町のルートヴィヒスハーフェン・アム・ライン（人口約18万人）とはライン川を隔てて直接向かい合っている。

## 地理

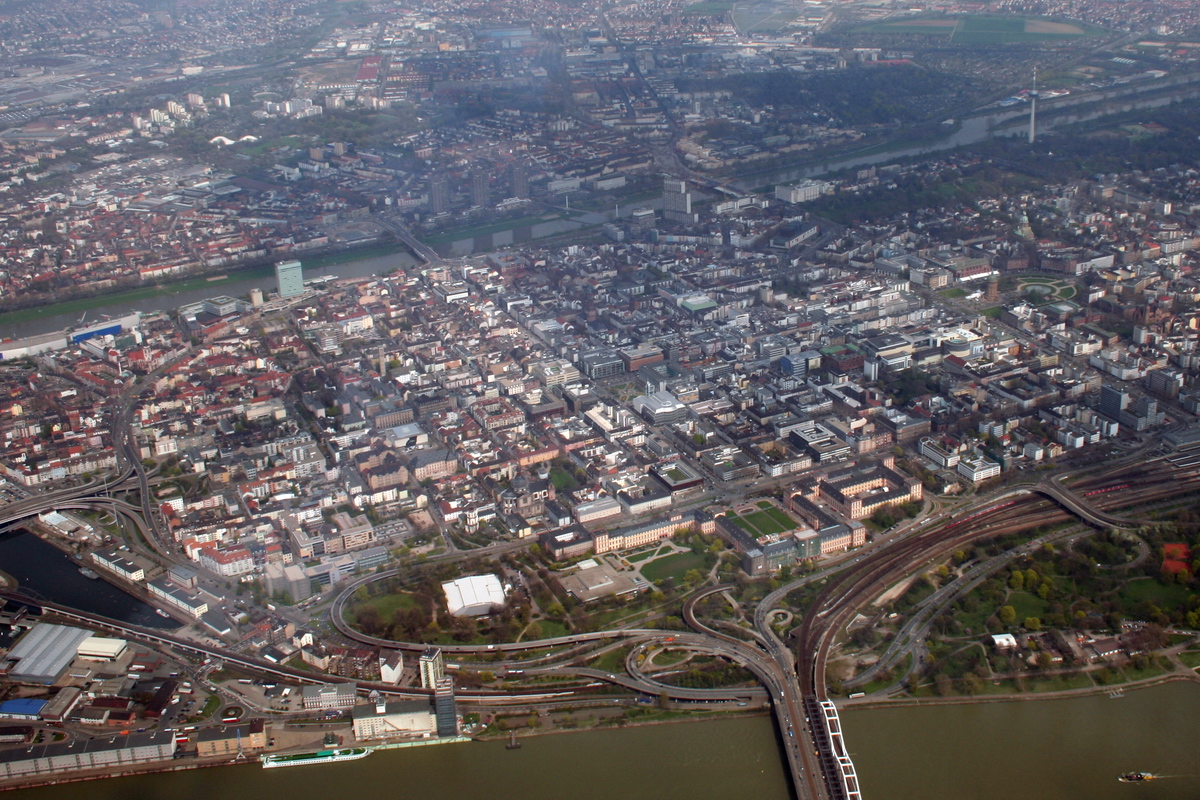
マンハイム中心部

マンハイムはオーバーライン地方北部のライン川とネッカー川が合流する地点に位置している。市域はライン川の右岸、ネッカー川の両岸に広がる。
この都市は、ヘッセン州南部のダルムシュタット行政管区、ベルクシュトラーセ郡、ラインラント＝プファルツ州のフォーダープファルツ地方、バーデン＝ヴュルテンベルク州の郡独立市マンハイムやヴァルドルフとヴォルムスおよびハイデルベルクとハイルブロンならびにライン＝ネッカー郡の西部・南部の市町村を包含し、総人口235万人を数える人口集積地であるヨーロッパ有数の大都市圏ライン=ネッカー・ドライエックに含まれる。
ライン＝ネッカー地域内に関しては、マンハイムは隣接するハイデルベルクとともに、2002年の地方開発計画に基づきバーデン＝ヴュルテンベルク州全土に制定された14の上級中心都市の一つである。上級中心都市マンハイムは、エーディンゲン＝ネッカーハウゼン、ヘッデスハイム、イルフェスハイム、ラーデンブルクの中心地としての機能を担っている。また、ヘッセン州やラインラント＝プファルツ州の市町村とも関わりを持っており、それらの中心地ともなっている。
近くの大都市としては、フランクフルト・アム・マインが北70km、シュトゥットガルトが南東約95kmに位置している。またロルシュが北35kmにある。
住民構成は、中部ドイツ語のうちプファルツ語系クーアプファルツ語に属するマンハイム方言の話者がとくに多い。

### 市の構成

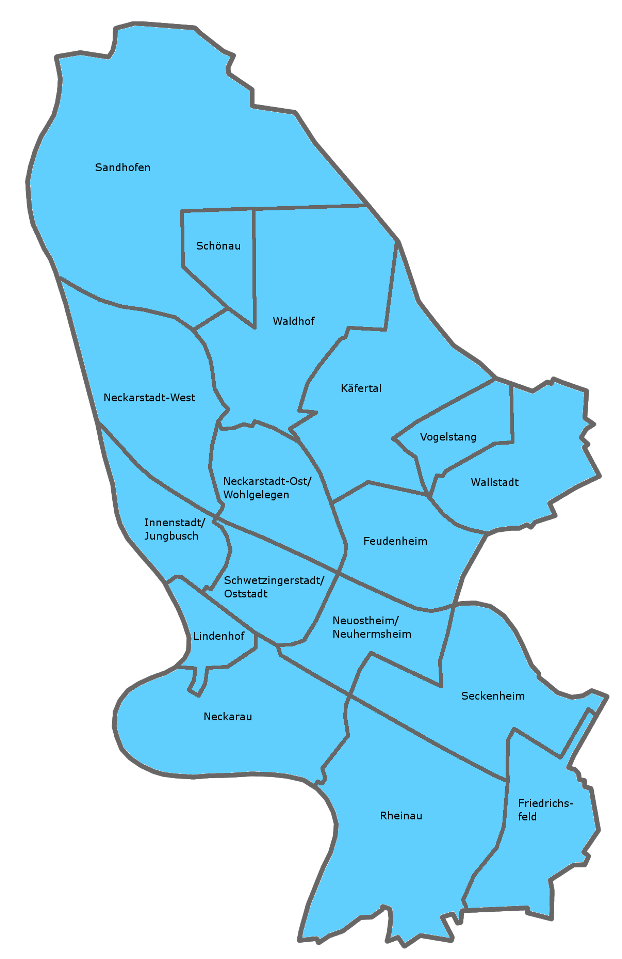
マンハイムの市区

マンハイムは、6つの市街区と11の郊外区からなる。
- インネンシュタット／ユングブッシュ、
- リンデンホーフ、
- ネッカーシュタット＝オスト／ヴォールゲレーゲン、
- ネッカーシュタット＝ヴェスト、
- ノイオストハイム／ノイヘルムスハイム、
- シュヴェツィンガーシュタット／オストシュタット

と
- フォイデンハイム
- フリードリヒスフェルト
- ケーファータール
- ネッカラウ
- ライナウ
- ザントホーフェン
- ゼッケンハイム
- シェーナウ
- フォーゲルシュタング
- ヴァルトホーフ
- ヴァルシュタット

である。
17の市区には、それぞれ区民12人からなる地区顧問が存在する。地区顧問は区内での問題について事情を聴取する。問題に対する最終的な処置の決定はマンハイム市議会でなされる。
17市区は、さらに地区や統計上の区分で細分されることがある。

### インネンシュタット: 「クヴァドラーテ」

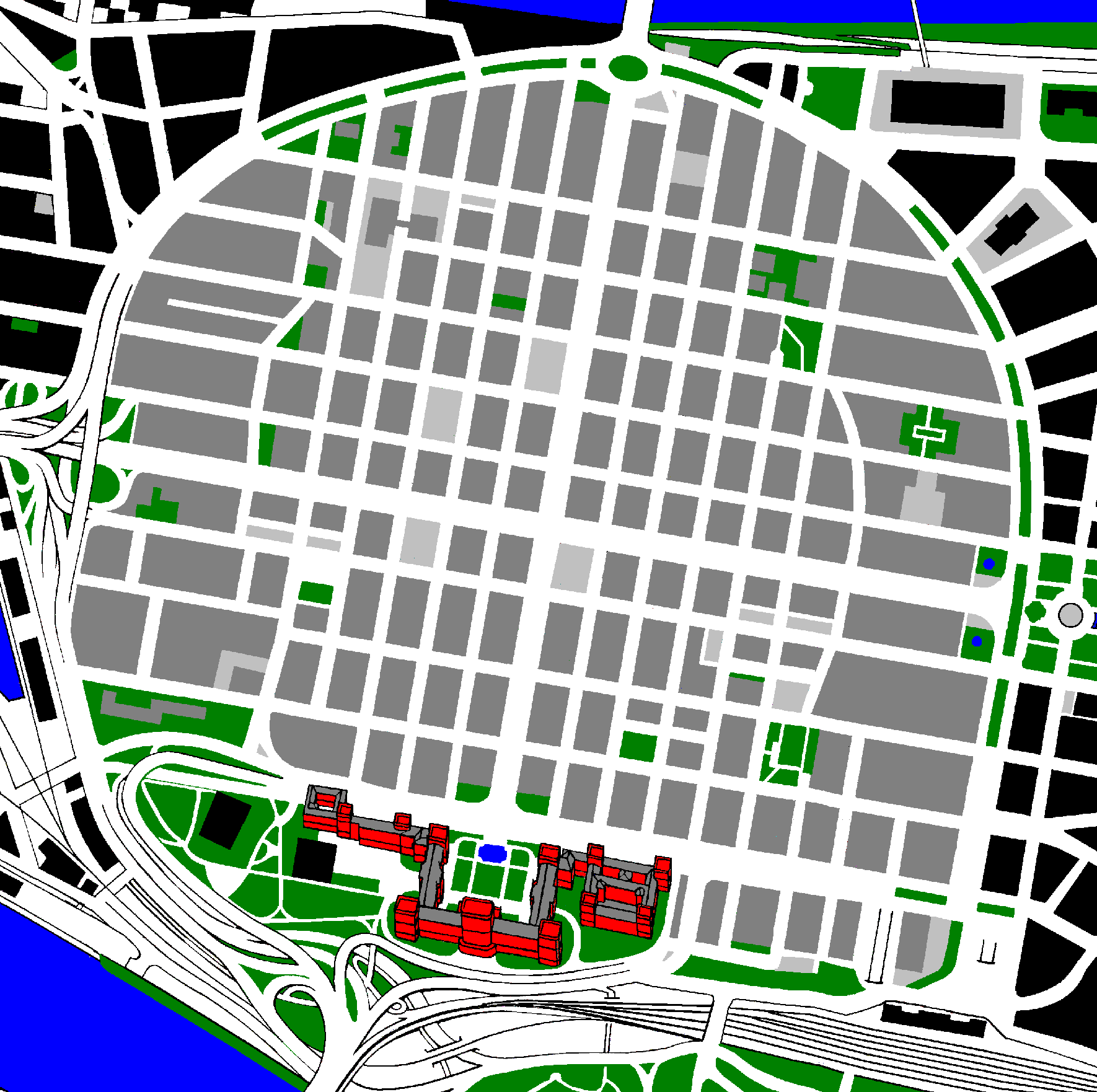
マンハイム中心部の都市構成

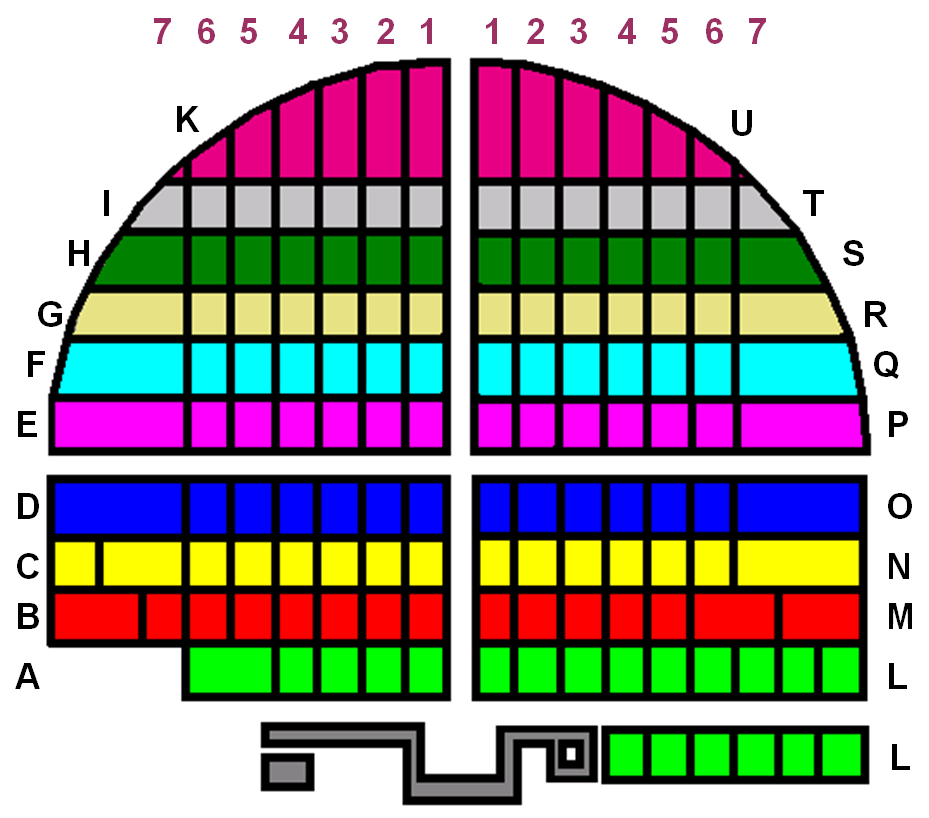
クヴァドラーテの街区番号命名規則

ライン川とネッカー川に挟まれた馬蹄形のマンハイムのインネンシュタット（市中心部）は格子状に直交する道路で区切られた街区で構成されており、「Mannheimer Quadrate（マンハイマー・クヴァドラーテ = マンハイムの四角形）」と呼ばれている。宮殿前をほぼ東西にビスマルク通りが通っており、その両端に半円状のリング通りが接続する。この中に直交する形で道路が造られている。こうした道路網の設計は、1600年頃のプファルツ選帝侯フリードリヒ4世の時代に遡り、それが現在まで保存されている。
インネンシュタットには2つの中心軸がある。「ブライテ・シュトラーセ」（大通り）の名で知られているクアプファルツ通りは宮殿からネッカー門までほぼ南北に延びている。この通りは、パラーデ広場（観閲広場）で目抜き通り「プランケン」と直交する。この2本の通りとそれぞれ平行に走る街路には名前がなく、それらで囲まれた街区は、アルファベットと数字を組み合わせた呼称でよばれる。たとえば、宮殿正面に面した街区はA1とL1、市庁舎の住所はE5といった具合である。こうした人為的に付けられた呼称が日常会話でも使われるのはドイツでは希なことである。
建築史の観点から、こうした街路配置を用いることは、都市設計上、宮殿の超越性を明らかにするものであり、絶対王政を表現したものであると解釈される。マンハイマー・クヴァドラーテ、特にいわゆる「ブライテ・シュトラーセ」は、新しい宮殿を強調するものである。
理想都市の原則は、完全にバロック様式で構成された他の都市、エアランゲン、グリュックシュタット、あるいはカールスルーエなどに体現されている。一方、マンハイムは新時代の理想と建築の融合（計画都市、あるいは計画首都）を企図して設計された都市なのである。
- 「ブライテ・シュトラーセ」
- 「プランケン」

### 隣接する市町村
マンハイムに隣接する市町村は以下の通り。（北から時計回り）
ラムペルトハイム、フィールンハイム（以上、ヘッセン州ベルクシュトラーセ郡）、ヘッデスハイム、イルフェスハイム、エーディンゲン＝ネッカーハウゼン、ハイデルベルク、プランクシュタット、シュヴェツィンゲン、ブリュール（以上、バーデン＝ヴュルテンベルク州の市町村で、郡独立市のハイデルベルクを除き、すべてライン＝ネッカー郡に属す）、アルトリプ、ルートヴィヒスハーフェン・アム・ライン、フランケンタール、ボーベンハイム＝ロクスハイム（以上、ラインラント＝プファルツ州の市町村で、郡独立市のルートヴィヒスハーフェンとフランケンタール以外は、 ライン＝プファルツ郡に属す）。

### 気候

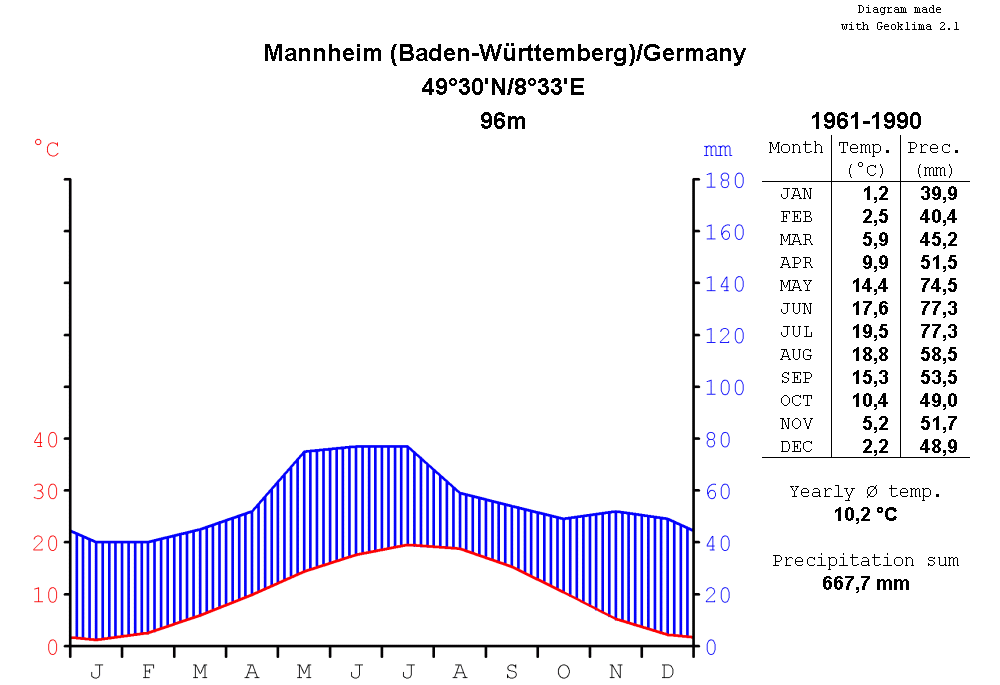
マンハイムの気温と降水量グラフ

プフェルツァーヴァルトとオーデンヴァルトに護られたオーバーライン地溝帯に位置するマンハイムは、大変穏やかな気候である。最も暖かい7月の平均気温は19.9℃、最も寒い1月の平均気温は1.8℃である。真夏には30℃を超える日も珍しくはない。最高気温は2003年8月8日に記録された39.3℃である。（DWDの記録による。マンハイム=ゼッケンハイム私立観測所のこの日の記録は40.1℃である。）マンハイムで顕著なのは少ない降水量である。平均年間降水量は668mmである。最も降水量が多い月は、やはり7月である。ライン川とネッカー川が、特に秋には、霧の発生を促す。両河川は湿度の上昇をももたらし、特に真夏には蒸し暑さの要因となる。マンハイムの年間平均気温は10.2℃で、ドイツで最も暖かい都市の一つである。

## 歴史

### 始まり
マンハイム村(=Heim des Manno)は、766年のロルシュ修道院文書中に初めて文献上の記録が遺されている。この地名は、古いドイツ語の人名 >Manno< の Heim＝>Wohnort des Manno<、すなわち「マンノ」と称する人物の居住地を意味したと思われる。長い間、小さな変哲のない漁村であったマンハイムは、1284年にヴィッテルスバッハ家出身のライン宮中伯の所領となった。1349年、現在のリンデンホーフにライン川を航行する船から少額の関税を徴収するための城、アイヒェルスハイム城が築かれ、この村は次第に重要性を増していった。1415年、ここに廃位された対立教皇ヨハネス23世が監禁された。1462年にゼッケンハイムの戦いでプファルツ選帝侯は、ヴュルテンベルク伯、バーデン辺境伯、メス司教からなる敵同盟軍を撃破し、この勝利により「勝利侯」としてオーバーラインの覇権を握った。1566年にはマンハイムの人口は700人となり、オーバーアムト・ハイデルベルク（ハイデルベルク管区）で最も大きな村になっていた。

### 市の成立

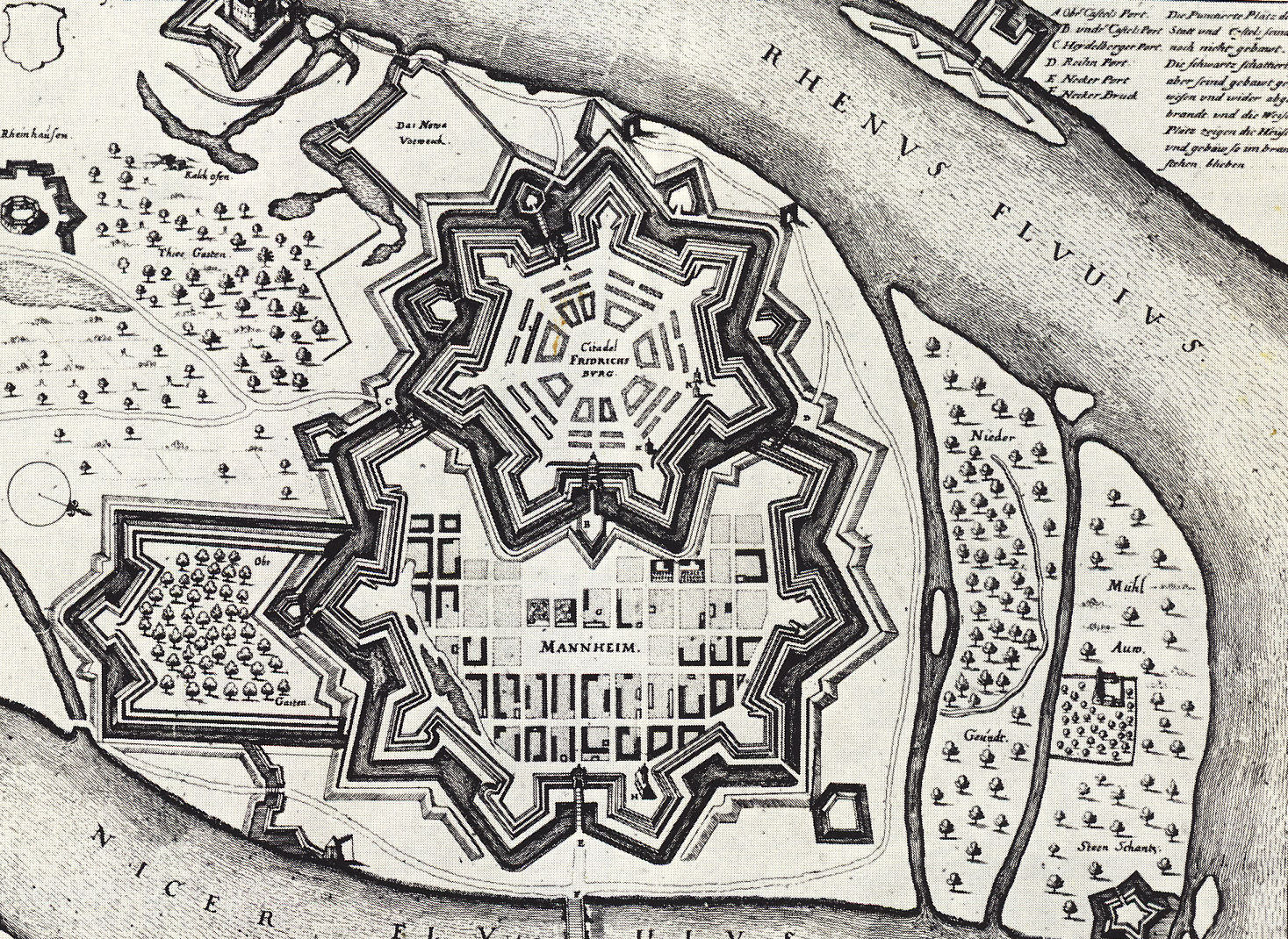
1645年のマンハイム絵図

1606年3月17日にプファルツ選帝侯フリードリヒ4世はフリードリヒスブルク城塞建設の基礎工事を開始した。1607年1月24日にマンハイムに都市権が授けられた。城塞に隣接する城下町マンハイムについてなされた格子状の道路網敷設計画が現在まで遺され、活かされている。三十年戦争をマンハイムはプロテスタント同盟側で戦い、1622年に兵力による破壊を受けた。1618年には約1200人を数えたマンハイムは、戦争と疫病によって甚大な人的被害を受けた。1649年にカール1世ルートヴィヒがプファルツ選帝侯に就いた時、戦争による破壊で著しく人口が減少し、経済的に破綻した領土を目の当たりにした。新しい君主はマンハイムの再建を決定した。ネッカー川がライン川に合流するマンハイムは、産業、商業の中心地とするに好都合な位置にあったことから選ばれたのであった。プファルツ継承戦争では、1689年にフランス軍による激しい砲撃とその後の占領により甚だしい損害を被った。都市の破壊を承けて、プファルツ選帝侯ヨハン・ヴィルヘルムは、新たに大規模な再建を指示した。和平条約締結前の1697年に選帝侯は、避難民や流出した住民達に帰還を促す布告を起草している。都市の再建が始まると住民の数はたちまち増加していった。

### 文化的・政治的隆盛

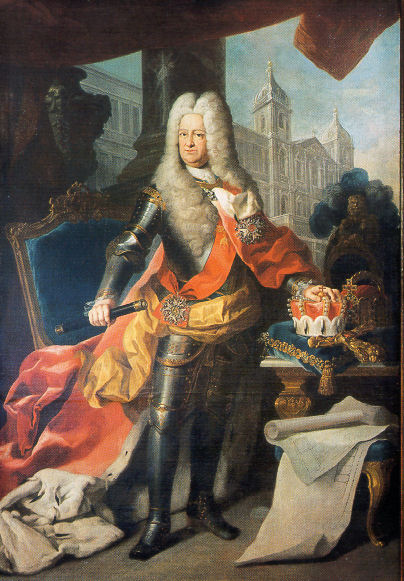
プファルツ選帝侯カール3世フィリップ

1720年に選帝侯カール3世フィリップは宮廷をハイデルベルクからマンハイムに移し、マンハイム宮殿の造営が始まった。（イエズス教会を含む全体が完成したのは1760年である。）マンハイムは選帝侯の宮廷都市となり、短期間とはいえ、光輝に満ちた隆盛期を迎え、人口は2万5千人を数えるに至った。ライン川は筏を組んで一度に多量の木材を運ぶのに使われていたが、マンハイムは物資の積み替え地として、とりわけ18世紀に、重要視された。プファルツ選帝侯の宮廷では芸術と音楽、学問と商業が奨励された。ゲーテ、シラー、レッシング、さらにはモーツァルトもこの地を訪れている。
バイエルンの継承者となったことから、選帝侯カール・テオドールは1778年に宮廷をミュンヘンに移さねばならなかった。これは、マンハイムにとって経済的、文化的打撃となった。1795年にはフランスに占領され、これをオーストリアが奪い返すといった戦いがあり、1803年にマンハイムはその政治上の地位を最終的に喪失した。プファルツ選帝侯は帝国代表者会議主要決議に基づいて廃止され、マンハイムはバーデン領となった。地理的にバーデン領の北西端に位置したことからマンハイムは国境の街となった。

### 新たな経済発展
市民階級の経済力向上に伴い、マンハイムに再び華やいだ時代が戻った。1816年から17年に天候による大災害が起き、飢饉と家畜の死が蔓延した。カール・ドライスは二輪車を発明し、70年後のモータライズされた個人交通の時代の先駆けとなった。1828年にライン川の港が、1840年にはバーデンで最初の鉄道がマンハイムからハイデルベルクまで開通した。
1848年2月、フランスで二月革命が起こって王政が倒れたという報が伝わると、マンハイムで2月27日に民衆の集会が開かれた。参加者はその場でドイツ民衆の自由を求める権利を宣言し、民衆の武装、出版の自由、陪審裁判、ドイツ議会の設立を求める請願が採択された。そこから首都カールスルーエに押し寄せた民衆の圧力で、バーデン大公国に自由主義的内閣が発足した。この動きが各地に波及し、繰り返されることで、ドイツの三月革命が広がった。ドイツでは翌年に反動派の巻き返しが起こり、最終的に革命は失敗した。最初に革命をはじめたバーデンは、反革命に対する最後の抵抗の場となり、マンハイムは攻め寄せるドイツ諸邦の軍隊によって1849年6月15日に占領された。
1865年にフリードリヒ・エンゲルホルンは、Badische Anilin- und Soda-Fabrik (BASF)を設立した。後にこの会社はルートヴィヒスハーフェンに移転した。この会社は、塗装会社から現在では世界最大の化学企業へと成長した。1886年、カール・ベンツは『ガス発動機駆動式自動車』の特許を取得した。1909年にはカール・ランツとヨハン・シュッテがシュッテ＝ランツ社を創設した。この会社は合計22機の飛行船を建造し、ツェッペリン社のドイツにおける最大のライバル企業であった。第一次世界大戦後にハインリヒ・ランツAGは、大ヒットとなった重油式トラクタ『ランツ・ブルドッグ』を発売した。1922年、大規模なマンハイム発電所が稼働を開始した。この都市は、1930年にはライン対岸に位置する重工業都市ルートヴィヒスハーフェンと合わせて人口385,000人を数えるまでになった。

### 第三帝国時代から現代まで
第三帝国時代には、2,000人近いユダヤ住民が追放された。第二次世界大戦の空爆によってこの都市はほぼ完全に破壊し尽くされ、1945年にアメリカ軍に占領された。この都市の再建は困難なものであった。宮殿と水道塔が再建され、国民劇場は新しい場所に建設された。元の劇場跡地にはシラーと『幕間劇』の地の記念碑が建てられた。住宅難から多くの新しい住宅地が造成された。
1964年に市立病院が、ハイデルベルク大学の臨床医学部マンハイムのネッカーキャンパスとなった。1967年にマンハイムは大学都市となった。
1960年代後半には、市内に工場があるBASF社の手により、ライン川の本流と放水路の間の三角州に80ヘクタールに及ぶ巨大な廃棄物処理場が作られた。処分場は三角州をコンクリート堤防で囲んで作った人工島であり、BASF社から出る廃棄物などを向こう60年間にわたり埋め立て処理する計画となっていた。
1975年、ルイーゼン公園とヘルツォーゲンリート公園での連邦庭園祭は最高潮に達した。これに伴い、大規模な建築物が次々に建設された。電信塔やライン川の2本の橋が建設され、プランケンは歩行者専用道路となった。新しいローゼンガルテン（コングレス・センター）が完成し、ケーブルカーがマンハイム上空を走った。1980年代から90年代も大型建設プロジェクトが続いた。プラネタリウム、文化ホールの拡張、ライス博物館、市庁舎、新しい5月マーケットの施設、シナゴーグ、モスク、技術と労働の博物館、カール・ベンツ・シュタディオン（スタジアム）などがオープンした。
マンハイムの経済的繁栄は近過去の工業系企業の受け入れにあった。この都市は工業から脱却しサービス業への転換を図った。この都市で最も高いヴィクトリア高層ビル2001の建設がその典型的な例である。

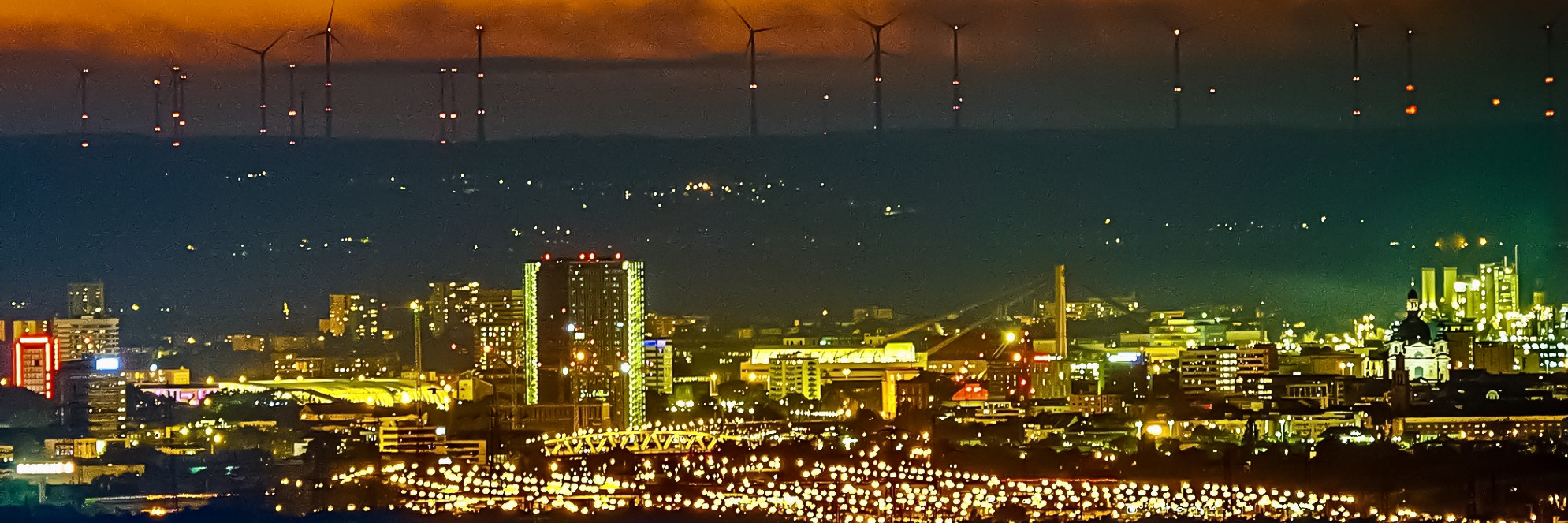
鉄道サイトのビクトリアタワー

2007年の建都400年を念頭に、2000年からさらに建設工事が進められた。Sバーン（マンハイム操車場駅）に接続するSAPアリーナ、歩行者専用道となったブレイテ・シュトラーセの補修工事、旧見本市会場の改造、市電の新路線シャフヴァイデ線などが建設された。

### 市町村合併
1895年から1944年の間に多くの周辺市町村がマンハイムに合併した。その中にはバーデン領の大きな村であったネッカーラウが含まれる。1970年代の市町村再編時には、プレーネ・ブリュール、イルフェスハイム、エーディンゲン＝ネッカーハウゼン、ラーデンブルクを合併する予定であった。しかし、距離が遠いことなどから保守派の強い抵抗に遭い、実現しなかった。このためマンハイムはこの再編時に面積が増大しなかった数少ない都市の一つであった。最初の市町村合併前の面積は2,384haであった。
| 年   | 地区                         | 面積 (ha) |
| ---- | ---------------------------- | --------- |
| 1895 | フリーゼンハイマー・インゼル | 717       |
| 1897 | ケーファータール             | 1,776     |
| 1899 | ネッカーラウ                 | 1,575     |
| 1910 | フォイデンハイム             | 781       |
| 1913 | ザントホーフェン             | 2,437     |
| 1913 | ライナウ                     | 959       |
| 1929 | ヴァルシュタット             | 674       |
| 1930 | ゼッケンハイム               | 1,687     |
| 1930 | フリードリヒスフェルト       | 225       |
| 1930 | キルシュガルツハウゼン       | 483       |
| 1930 | ザントロフ                   | 264       |
| 1930 | シュトラーセンハイム         | 406       |
| 1944 | ロールホーフ（の一部）       | 233       |

### 人口推移
マンハイム市の人口は1896年に10万人を超え、大都市となった。1905年に16万人であった人口は、1961年までに倍増した。1970年には約33万3千人で史上最高に達した。バーデン＝ヴュルテンベルク州統計局の発表に基づく公式なマンハイム市の推定人口は2005年12月31日現在で307,900人であった。人口に占める外国人の比率は、22.5%である。人数が多いのは、市当局の報告に基づく2005年12月31日現在の推計で、トルコ人（19,831人）、イタリア人（8,324人）、セルビア人（3,550人）、ポーランド人（3,389人）、クロアチア人（2,780人）、ギリシア人（2,777人）である。
市区によっても、その比率は大きく異なっており、最も比率が低いのはヴァルシュタット地区で5.5%、最も高いのはネッカーシュタット＝ヴェストで42.0であった。

### 宗教
最初の教会は、8世紀にシャルホーフ、ヴァルシュタットおよびフォイデンハイムに建設された。マンハイム独自の教区は14世紀に初めて記録されている。この教区はヴォルムス司教区に属し、聖ゼバスティアンに捧げられた。

#### プロテスタント
プファルツ選帝侯オットハインリヒは1556年4月4日の命令書で、プファルツ選帝侯家のルター派信仰への宗教改革を宣した。これは先代のフリードリヒ2世がその実現に向かって試みた甚大な労苦（1546年4月18日にフリードリヒ2世はハイデルベルクの聖霊教会で初めてルター派の聖餐式を執り行っている）の結果であった。オットハインリヒの後継者であるフリードリヒ3世の下、プファルツ選帝侯家は1561年からカルヴァン派に転向した（1563年 ハイデルベルク教理問答）。マンハイム市の創設は、こうした宗教改革がなされた時期と重なっており、この都市は長い間プロテスタント信仰が根強かった。
バーデン大公は、1821年にルター派と改革派との統合を行った。

#### カトリック

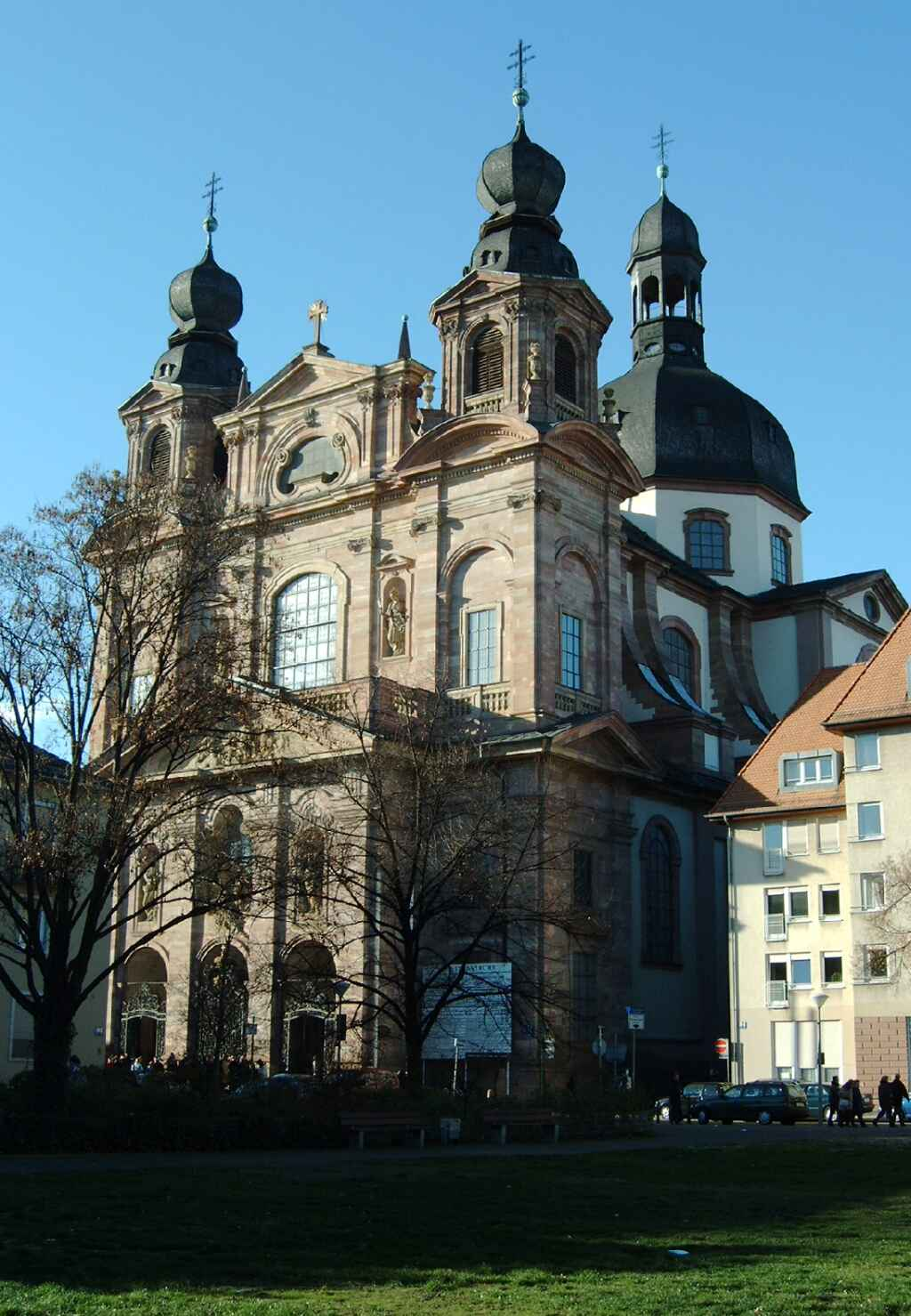
イエズス教会

マンハイム市創設後、カトリック信者もこの街には住んでいた。最も古いカトリック教会は、マルクト広場に面した教区教会である聖ゼバスティアン教会であり、1723年に完成した。1729年に選帝侯カール3世フィリップはイエズス教会建設資金として10万グルデンを拠出した。この教会は宮廷教会として用いられた。

#### その他のキリスト教会
現在のマンハイムには、これ以外の教会組織がある。たとえば、新使徒派教会や19世紀中頃のバーデン革命の際に設立された自由信仰協会などである。復古カトリック教会の組織は宮廷の建物内を拠点としている。また、ロシア正教会の聖アレクサンドル・ネフスキー教会やギリシア正教会の組織「十字架挙栄祭」など多くの正教会の組織もある。

#### ユダヤ教
マンハイム最初のシナゴーグは1660年に建設された。17世紀に都市が荒廃した後、選帝侯は税負担の軽減や、営業の自由特権を与えるなどして、ユダヤ人の入植を奨励した。1719年には人口の10.6%がユダヤ人であった。1895年までにユダヤ教組織の構成員は4,768人にまで拡大した。ただし、ユダヤ人以外の人口増加が急激であったため、1900年以後のユダヤ人が人口に占める比率は3%程度となった。1933年にはマンハイムに6,402人のユダヤ人が暮らしており、大規模な宗教組織を形成していた。国家社会主義者が権力を掌握して以後の迫害により多くのユダヤ人が困難にさらされた。1933年にはすでにNSDAPの上級市長はユダヤ系企業への業務依頼を禁じ、商業大学のユダヤ人教員は一時解雇され、国民劇場のユダヤ人俳優は解雇され、さらにユダヤ人医師は資格を剥奪された。多くのユダヤ人家族が外国、特にアメリカ合衆国へ移住した。1939年にマンハイムの3つのシナゴーグが廃止された後、1940年の時点でマンハイムに残った約2,000人のユダヤ人のほぼ全員がギュルスの収容所に強制的に送られた。その多くは、後にポーランドに建てられた強制収容所に移送され、殺害された。第二次世界大戦後、戻ってきたユダヤ人は、ほんのわずかな人数だけであった。国家社会主義の迫害が終結した後に再興されたユダヤ教組織に加盟したのは120人だけであった。ユダヤ教の新しいシナゴーグは1987年にオープンした。2005年現在、マンハイムには約600人のユダヤ人が住んでいる。

#### イスラム教
1960年代の外国人就労者の波に乗って多くのトルコ人が到来した。これにより史上初めて特筆すべき数のイスラム教徒がマンハイムにやって来た。2004年には、その数は20,827人であり、マンハイムの人口の7%を占めるに至った。これを承けて1995年に、2,500人を収容する当時ドイツ最大のモスク、ヤヴツ＝スルタン＝セリム・モスクが建造された。2005年には老朽化したミナレットに替わり、スマートでより高いミナレットが新たに建てられた。

## 行政

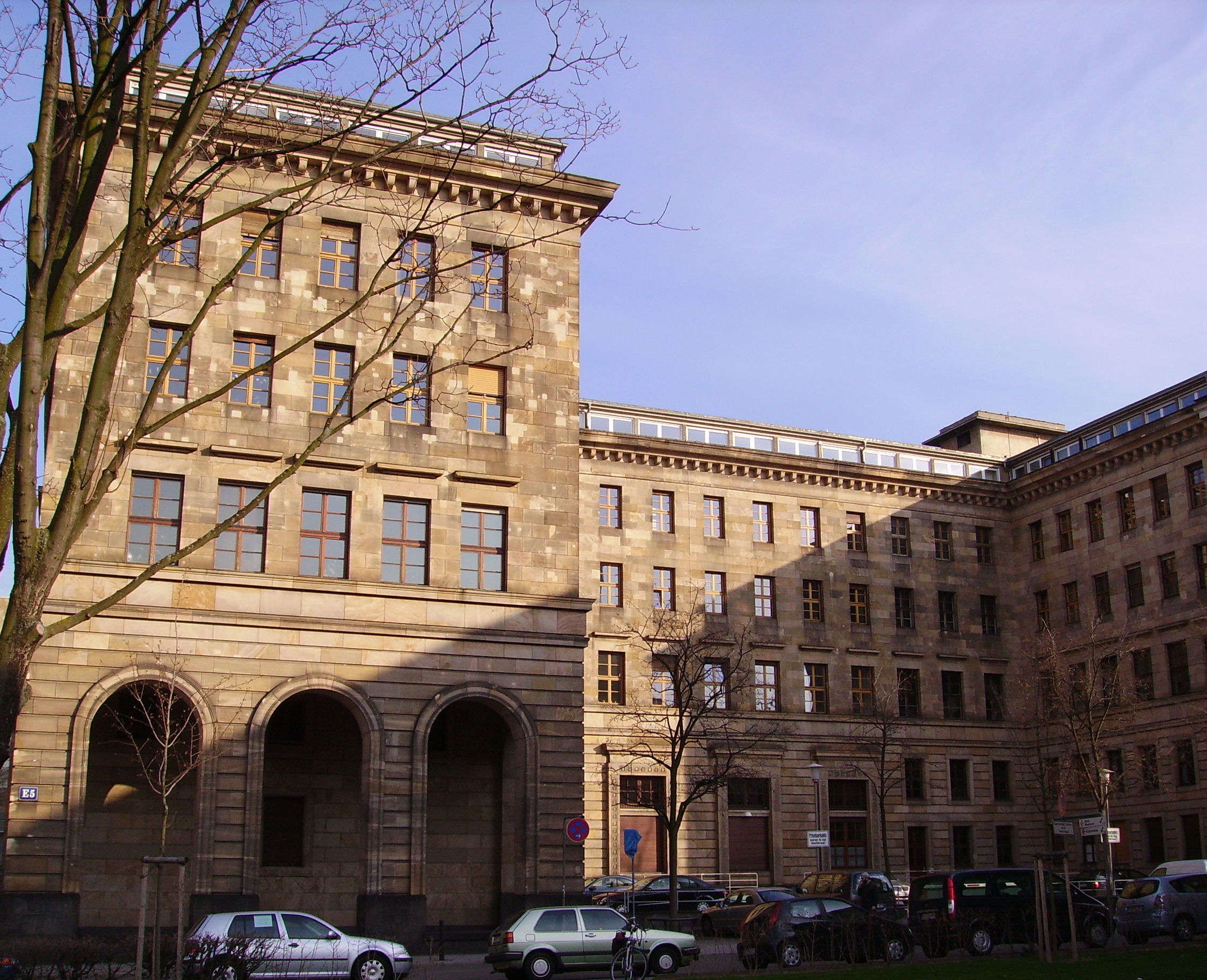
マンハイム市庁舎

### 市議会
市議会は48議席で、議員は5年ごとの直接選挙で選出される。バーデン＝ヴュルテンベルク州の地方自治体選挙法に基づき、累積式、異党派連記投票で行われる。第二次世界大戦以後、SPDが常に最大政党の座を占めていたが、1999年から2009年まではCDUがこの座を占めた。
| 政党、選挙グループ             | 得票率（前回との差） | 得票率（前回との差） | 議席数（前回との差） | 議席数（前回との差） |
| ------------------------------ | -------------------- | -------------------- | -------------------- | -------------------- |
| GRÜNE                          | 24.4 %               | +8.1 %               | 12                   | +4                   |
| SPD                            | 21.2 %               | -6.1 %               | 10                   | -3                   |
| CDU                            | 19.1 %               | -7.0 %               | 9                    | -3                   |
| AfD                            | 9.2 %                | +1.4 %               | 4                    | ±0                   |
| FW-ML                          | 7.4 %                | -1.9 %               | 4                    | ±0                   |
| FDP                            | 6.1 %                | +1.6 %               | 3                    | +1                   |
| DIE LINKE                      | 6.0 %                | -0.2 %               | 3                    | ±0                   |
| Die PARTEI                     | 3.0 %                | +3.0 %               | 1                    | +1                   |
| Mittelstand für Mannheim (MfM) | 1.3 %                | -0.1 %               | 1                    | ±0                   |
| 人間・環境・動物福祉党         | 1.1 %                | +1.1 %               | 1                    | +1                   |
| その他                         | 1.2 %                | +0.1 %               | 0                    | -1                   |
| 投票率                         | 49.8 % (+11.1 %)     | 49.8 % (+11.1 %)     | 49.8 % (+11.1 %)     | 49.8 % (+11.1 %)     |

### 市長
市行政の代表者兼市議会議長の職名は上級市長である。上級市長は8年ごとの直接選挙によって選出される。現職のペーター・クルツ (SPD) は2007年6月17日の上級市長選挙で50.53%の支持を受けて勝利した。ただし、この時の投票率は大変に低く、36.64%であった。ペーター・クルツは2007年8月4日から、この職に就いている。
第一市長（同時に市長代理でもある）と4人の市長が上級市長を補佐する。これらの職は、8年ごとに市議会議員の投票で選出され、その時々の党派別勢力を示す形となる。彼らは、市行政においてはそれぞれ分科会（たとえば、金融、社会保障、文化など）の統括を行う。
第二次世界大戦後の上級市長を以下に列記する。
- 1945年 – 1948年: ヨーゼフ・ブラウン(CDU)
- 1948年 – 1949年: フリッツ・カーン＝ガルニエ(SPD)
- 1949年 – 1955年: ヘルマン・ハイメリヒ(SPD)
- 1956年 – 1972年: ハンス・レシュケ（無所属）
- 1972年 – 1980年: ルートヴィヒ・ラッツェル(SPD)
- 1980年 – 1983年: ヴィルヘルム・ファルンホルト(SPD)
- 1983年 – 2007年: ゲルハルト・ヴィッダー(SPD)
- 2007年 – : ペーター・クルツ(SPD)

### 紋章
図柄: 左右二分割。向かって左は、金地に直立した赤い二重鈎（ヴォルフスアンゲル＝「オオカミ用の罠」とも呼ばれる意匠）。向かって右は黒地に、赤い爪、赤い舌で威嚇し、赤い冠を被った金の獅子。
この紋章は、1896年に市議会で決定し、バーデン大公の認可を得た。ヴァオルフスアンゲルは、17世紀から市の境界を示す標石に見られる意匠である。獅子はプファルツ選帝侯の紋章にちなんだもので、マンハイムが1720年からその宮廷所在地であったことを示している。どちらの意匠も18世紀から市の印章に登場する。たびたびより近代的な紋章に変更しようという提案がなされるのだが、そのたびに否決されている。
市の色は、青 – 白 – 赤で、19世紀からよく用いられているものである。これは1613年以降市の印鑑についている紐を暗示している。市の色が、紋章の色に因んでいない変則的な例である。

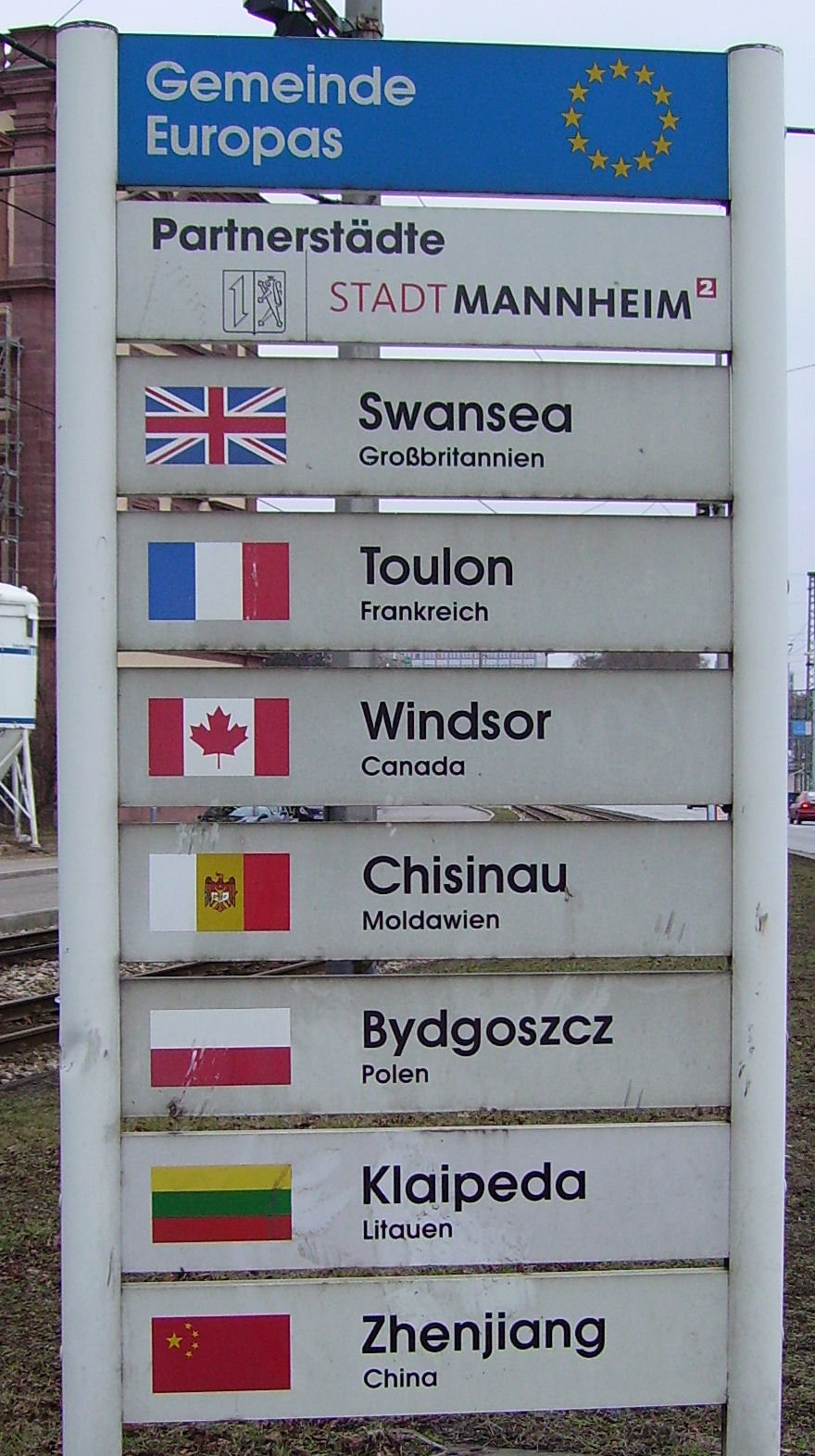
マンハイムの友好都市のプレート

### 姉妹都市
マンハイム市は以下の都市と姉妹都市の提携を行っている。
- スウォンジ（イギリス、南ウェールズ）1957年
- トゥーロン（フランス、ヴァール県）1959年
- シャルロッテンブルク＝ヴィルマースドルフ区（ドイツ、ベルリン）1961年（旧シャルロッテンブルク区）
- ウィンザー（カナダ、オンタリオ州）1980年
- リーザ（ドイツ、ザクセン州）1988年
- キシナウ（モルドバ）1989年
- ブィドゴシュチュ（ポーランド、クヤヴィ＝ポモージェ県）1991年
- クライペダ（リトアニア、クライペダ郡）2002年
- 鎮江（中国、江蘇省）2004年

また、イスラエルの ハイファとも2005年に友好条約を締結している。

## 文化と見所

### 劇場
マンハイム国民劇場は、1779年に建設された劇場で、自治体が運営する劇場としてはドイツで最も古いものである。1782年にフリードリヒ・シラーの『群盗』が初演された劇場でもある。また歴代の音楽監督には、ワインガルトナー、エーリヒ・クライバー、フルトヴェングラー、そして戦後にもホルスト・シュタイン、準・メルクル、アダム・フィッシャーといった指揮者が名を連ねている。現在は、ドイツでも有数の大きなレパートリーをもつオペラ（オペレッタ、ミュージカルも含む）部門の他、演劇、バレエ、そして青少年のための演劇"Schnawwl"、青少年のためのオペラ"Junge Oper"からなる複合体となっている。2009年9月から、音楽総監督にダン・エッティンガーが就任。

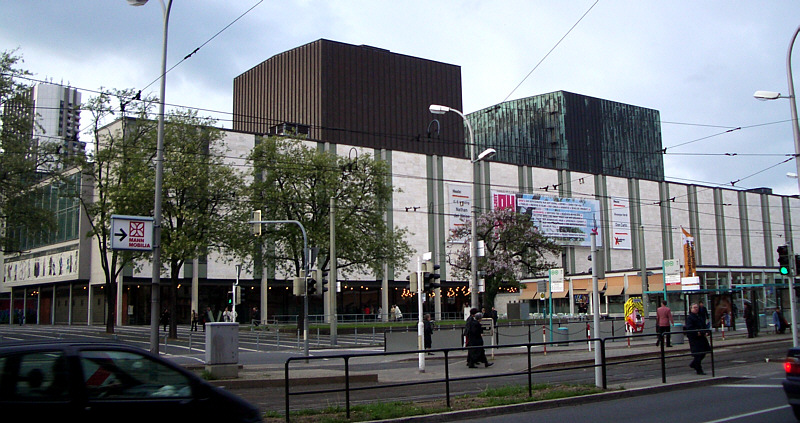
マンハイム国民劇場

この他にも多くの小劇場がある。オストシュタット・テアター、TIG7 (Theater im Quadrat G7)、テアター・オリーヴ、野外ビューネ、テアター31、テアター・イムプルス、マンハイマー・プッペンシュピール（人形劇）、クラプスミュール、ツァイトラウム・エクシットなどがある。

### 博物館

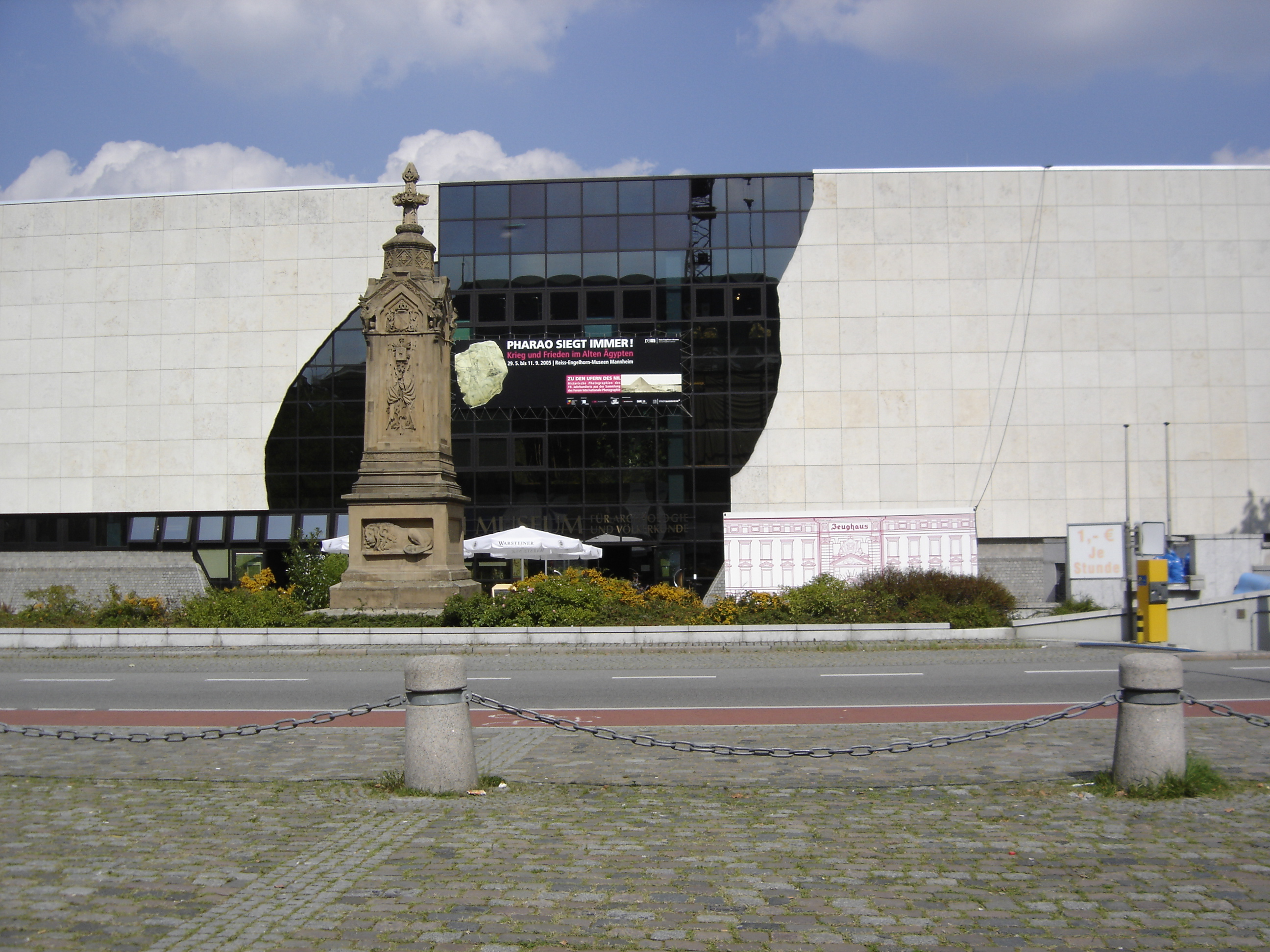
ライス＝エンゲルホルン博物館D5

マンハイム芸術ホールは、マンハイムの建都300周年を記念して1907年に創設された。コレクションの重点は、伝統的に、19世紀および20世紀のドイツ・フランス絵画と20世紀の国際的な彫刻作品である。さらには、大規模な銅版画収蔵室、グラフィック・コレクション、ポスター、現代の写真やビデオ作品のコレクションもある。
バーデン＝ヴュルテンベルク州立「技術と労働の博物館」は、1990年に開館した博物館で、ドイツ南西地方の工業化に関する視覚教育用教材を収めている。収蔵品は入れ替えで展示されている。ヨーロッパ初のグンター・フォン・ハーゲンスの人体像は、1997年にマンハイムのこの博物館で展示された。
ライス・エンゲルホルン博物館は1763年に創設された選帝侯立学術アカデミーを起源とする。現在は、以下の多くの博物館や研究施設が形成する一つの複合体の形をとっている。
- 考古学と世界文化の博物館D5
- 芸術史・都市史・演劇史のツォイクハウス博物館
- シラーハウス博物館
- 国際芸術・文化史研究所
- クルト・エンゲルホルン・センター、考古学年代測定機関でテュービンゲン大学の外郭研究所
- ツェーファー、現代写真の展示スペース

この他、博物館D5では特別展示も開催される。過去に開催された展示テーマは、たとえばマヤ文明、ポンペイ、日本の古代史、ゲルマン民族などがある。
マンハイム芸術協会は、1833年に創設された最も古く最も規模の大きな芸術協会の一つである。
ハイデルベルクおよびルートヴィヒスハーフェンと共同で開催されるLange Nacht der Museen（博物館の長い夜）は、ベルリンに次いでドイツで2番目に大きな芸術的催し物である。
マンハイム＝ザントホーフェン地区にはナッツヴァイラー強制収容所の外郭施設に関する文書館がある。
- 技術と労働の州立博物館
- ツォイクハウス博物館

### 音楽

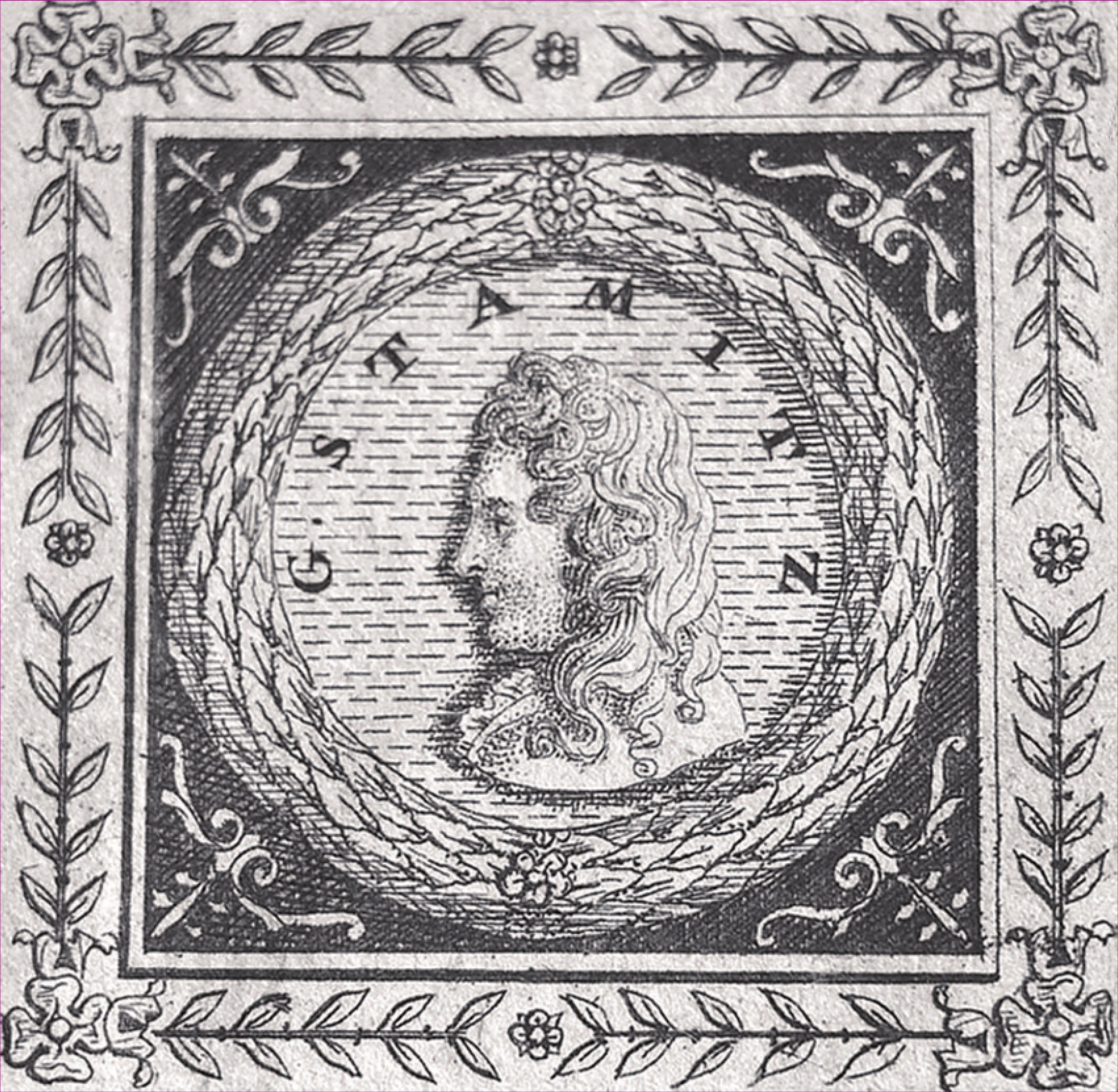
マンハイム楽派の創始者ヨハン・シュターミッツ

1750年頃にヨハン・シュターミッツによって創設されたマンハイム楽派は、初めはプファルツ選帝侯の宮廷音楽家によるサークルであった。それまでヨーロッパを席巻していた通奏低音主導のオーケストレーションや後期バロック音楽の持つパトスを、ハーモニーがメロディ・ラインを支えるという新しく上品な音楽へ拡大していった音楽集団であったと後に理解されるようになった。この楽派は、ウィーン古典楽派へ発展して行く根源的な先駆けとなったのである。
クアプファルツ室内管弦楽団は1952年に設立された。このオーケストラは、伝統的なマンハイム楽派のみならず、ウィーン古典派の音楽も得意とする。
マンハイムからは、オペラ歌手アンネリーゼ・ローテンベルガーも登場した。彼女は、戦後のドイツ人女性歌手として最も輝かしい国際的キャリアを歩んだ一人である。
マンハイム・ブレーザーフィルハーモニーは、1987年にシュテファン・フリッツェンが創設したマンハイム・ユーゲントブラスオーケストラにその起源をもつ。
合唱団が後継者難で苦労しているのに対して、ゴスペル・グループの活動は盛んになっている。たとえば、Celebration Gospel Choir、die Preacherman's Friends、die Rainbow-Gospel-&-Soul-Connection、die Joyful Voicesといったグループがある。

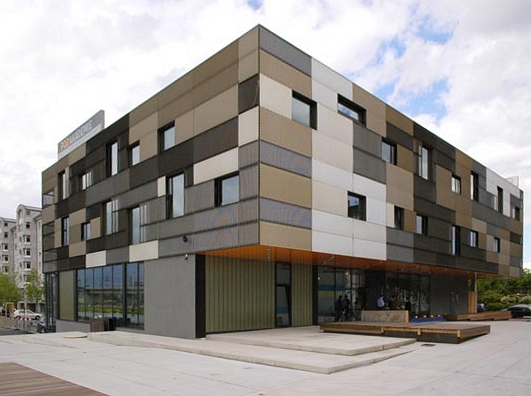
ユングブッシュ地区の州立ポップアカデミー

近年では、ポピュラー音楽の世界でもマンハイムの名は重みを持っている。バーデン＝ヴュルテンベルク・ポップアカデミーは、この種の施設としてドイツ初のものであった。成功したマンハイムのミュージシャンには、ジョイ・フレミング、シャヴィア・ナイドゥー、ゼーネ・マンハイムス、ライト・アル＝ディーン、ワリス・バード、クラウト・ロック・バンドのキング・ピング・メー、ヨハンナ・ツォイル、ダニー・フレッシュ、ジョニー D、ゲット・ウェル・スーン、ルートヴィヒスハーフェンのユリア・ナイゲルらがいる。
マンハイムは、また、新しい音楽スタイル「ドラムンベース」のドイツにおける発祥地でもある。マンハイムのクラブ「ミルク!」は、このジャンルの音楽を発信したドイツ初のクラブである。ミルク!は1992年にグルーヴ・マガジンの年間最優秀クラブに選出された。
この他にマンハイムには、キャバレー兼小劇場クラプスミューレやシャッツキストルなどの活力あるキャバレー・シーンが存在し、キャバレー・エンターテイナーのビューレント・セイランらを輩出している。
ポピュラー音楽イベントは、旧メッセ広場に近い旧消防署（アルテ・フォイアーヴァッヘ）やキャピトル・マンハイム、ローゼンガルテン・コングレスセンター、SAPアレーナ、マイマルクトクラブなどで開催されている。

### 建築

#### 広場

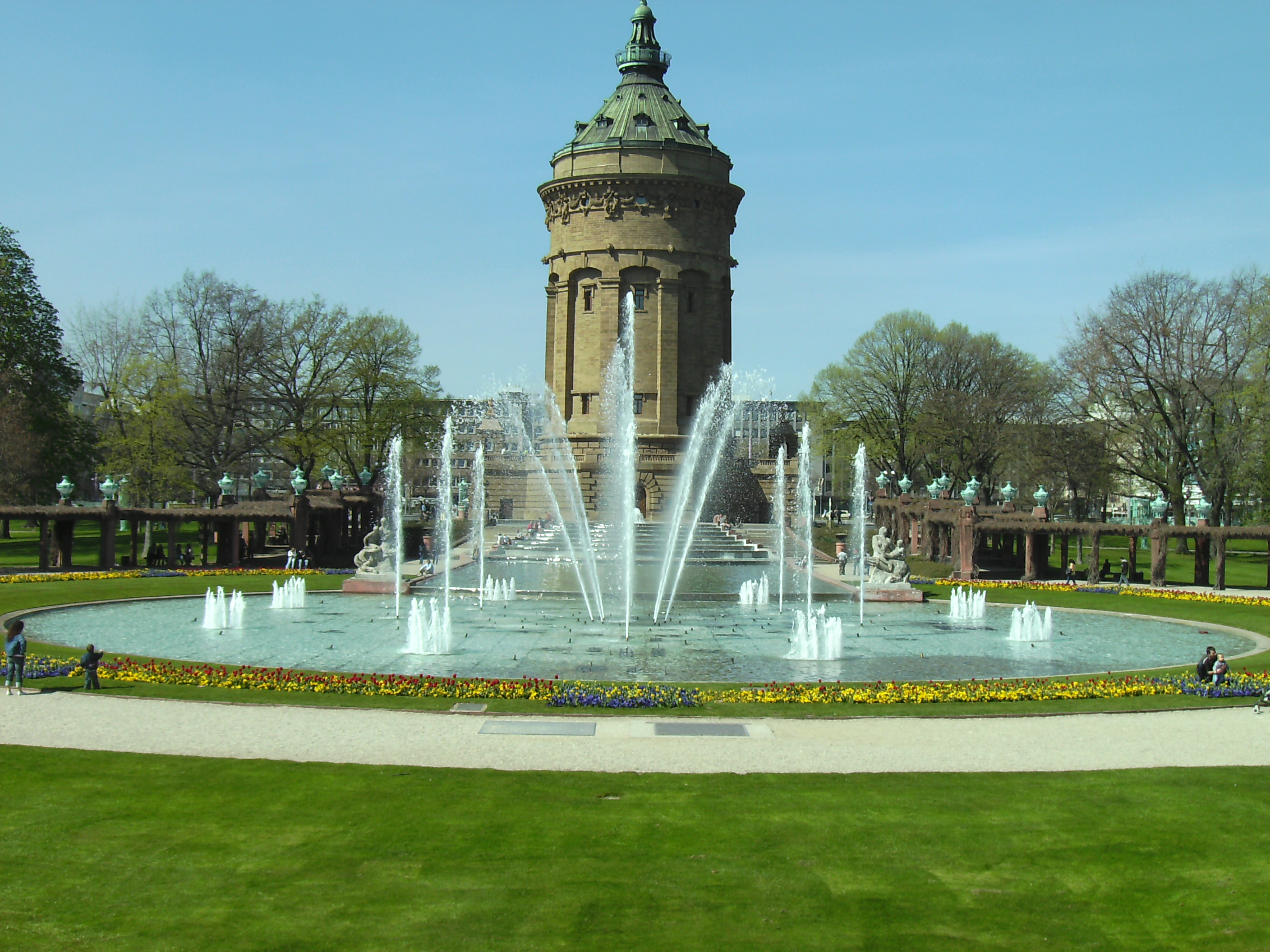
給水塔とフリードリヒス広場

フリードリヒス広場はインネンシュタットの東に位置する。この広場の中心にはマンハイムの象徴的建造物である高さ60mの給水塔がある。この建物は1889年にネオバロック様式で建設され、頂上には高さ3.5mのアンピトリーテー像を戴いている。この給水塔を取り囲む広場は1903年までにブルーノ・シュミットによって造られた。この広場には泉、噴水、並木の周回路、緑地などがユーゲントシュティール様式で設けられている。噴水は、夏の夕方の1時間、イルミネーションで彩られる。冬には、給水塔とトリートーンの泉の間でクリスマス市が開催される。フリードリヒス広場の東の半円は赤色砂岩のアーケードとなっている。給水塔の南北軸は芸術・祝祭ホールに至る。1907年にヘルマン・ビリングによって建設され、1983年に拡張された芸術ホールはその赤色砂岩が、既に建設されていたフリードリヒス広場に調和する。ローゼンガルテン（この名前は、かつてここにあった耕地の名前に由来する）は、1903年に祝祭ホールとしてオープンしたホールで、当時はニーベルンゲンザールとともにドイツ最大のホールであった。現在は、コングレス・会議センター、コンサート・ホールとして利用されている。
- マンハイム芸術ホール
- ローゼンガルテン

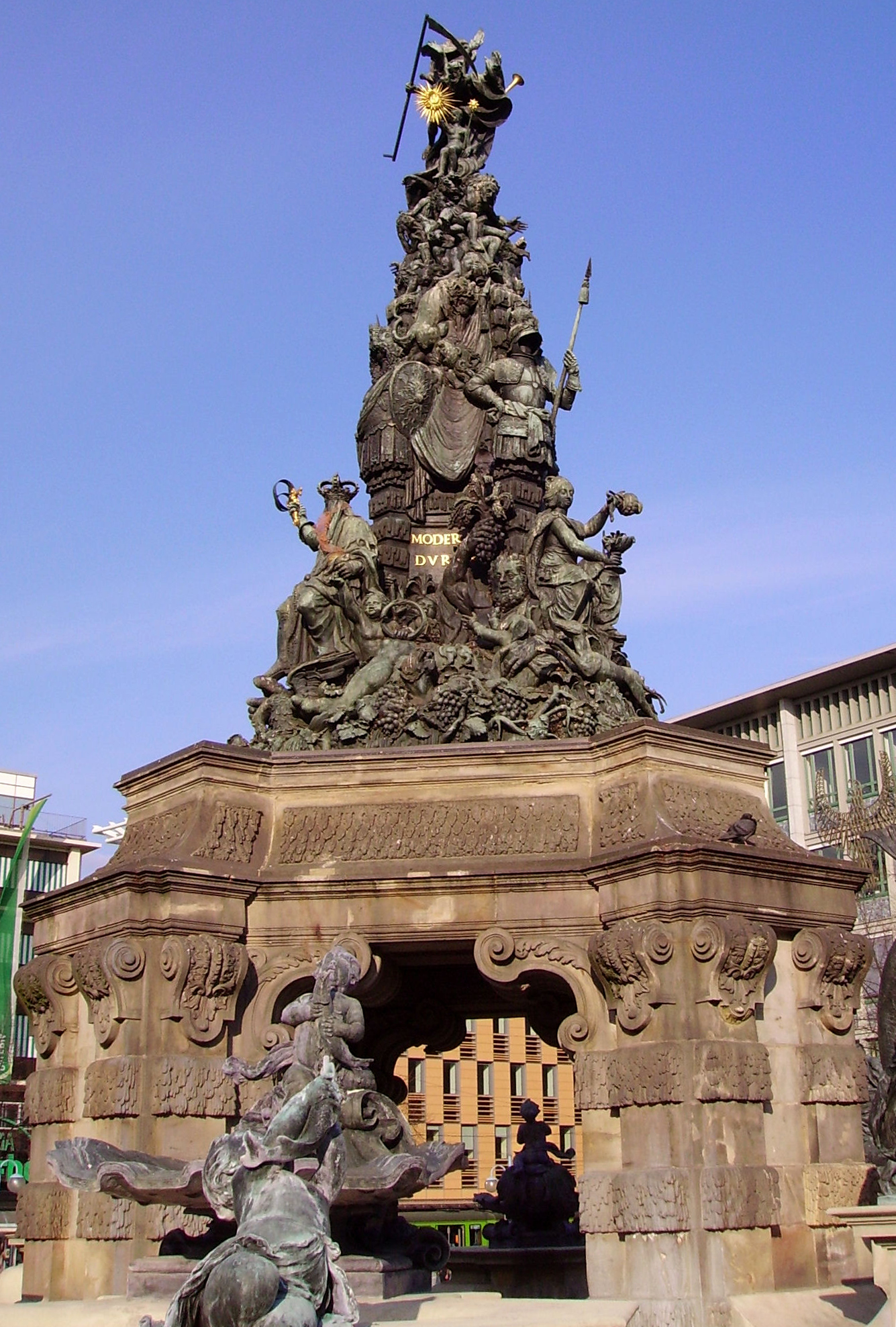
グリュッペロのピラミッド

フリードリヒス広場から西に歩行者専用道路のプランケンを行くとパラーデ広場（観閲広場）に至る。この広場は元々プファルツ選帝侯の観閲パレードのために造られた。この広場の真ん中にはグリュッペロのピラミッドがある。これは1711年にガブリエル・デ・グリュッペロが選帝侯ヨハン・ヴィルヘルムのために創ったもので、デュッセルドルフの城の庭園に置かれたものであった。カール・フィリップは1743年にライン川を使ってこの像をマンハイムに運ばせた。このピラミッドは『領主の美徳のアレゴリー』と名付けられており、侯爵の美徳の勝利を描き出している。ピラミッドの周りには19世紀末にパラーデ広場に星形の緑地が造られた。広場の南側に1746年に旧商館が建てられた。この建物は、初めオフィスとして用いられたが、1909年からは市庁舎として利用された。第二次世界大戦で破壊された後は再建されず、1991年にシュタットハウスが建設された。この建物にはオフィス、市立図書館、広場の管理事務所が入居している。プランケン沿いに国家社会主義によるユダヤ人犠牲者のための記念碑（ホロコースト記念碑）が2003年に建立された。ガラスキューブにマンハイムのユダヤ人犠牲者の名前が鏡文字で刻まれている。
- 破壊された旧商館（1892年）
- シュタットハウス
- ホロコースト記念碑

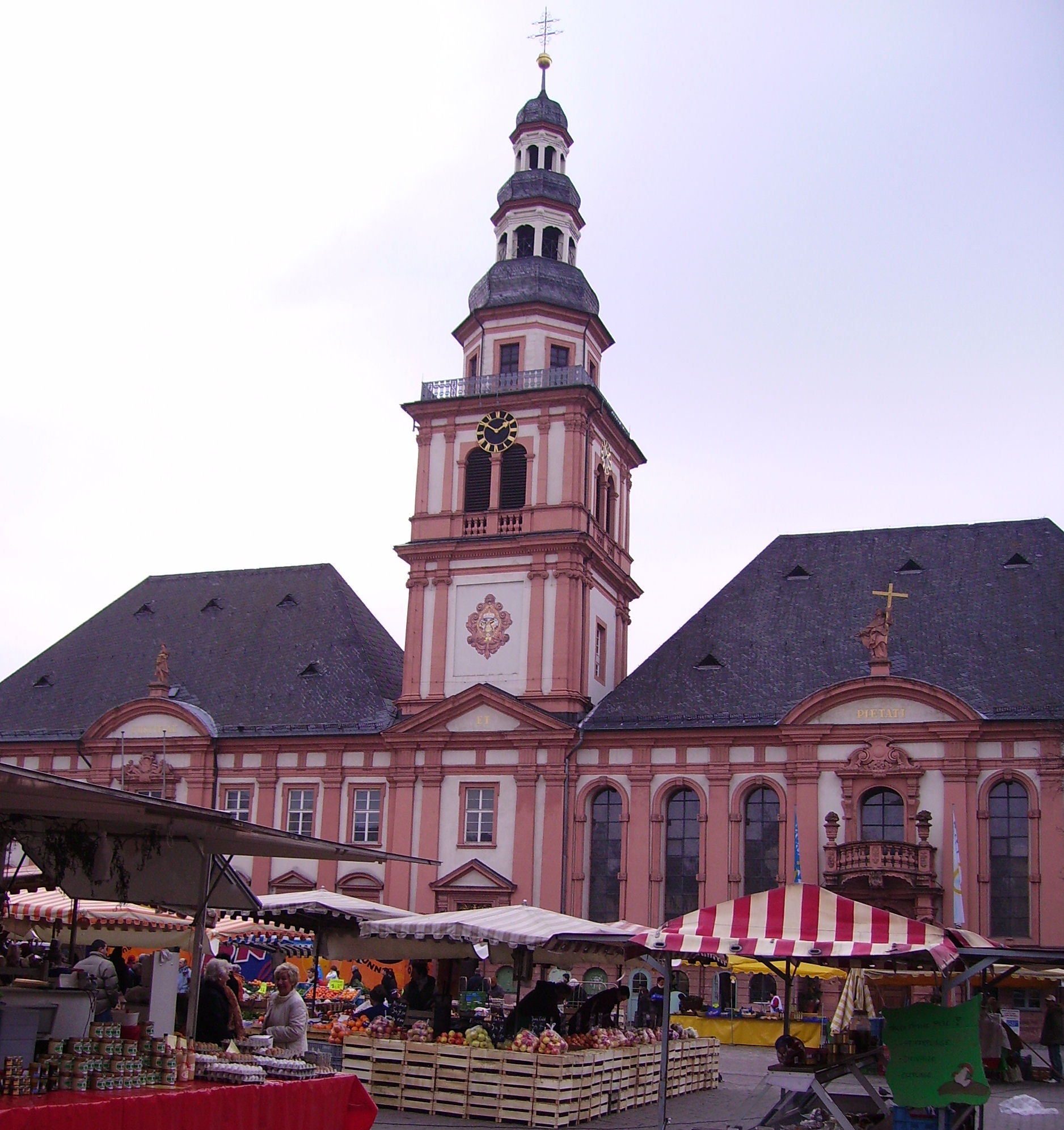
マルクト広場の旧市庁舎と聖セバスティアン教会

マルクト広場は、パラーデ広場の北、歩行者専用道のブライテ・シュトラーセ沿いのウンターシュタットの中心に位置する。この広場の中心には1719年に造られた泉の記念碑がある。この泉はペーター・ファン・デン・ブランデンによって創られ、ハイデルベルク城の庭園に置かれていたものである。選帝侯カール・テオドールによって1767年にマンハイム市に寄贈された。この時、元々、土・水・空気・火の四元素を象徴する4つの像は、マンハイム、商業、ライン川、ネッカー川を象徴する像に作り替えられた。マルクト広場の南側にはバロック様式の2つの建物がある。旧市庁舎と聖セバスティアン教区教会で、1713年までに建てられたマンハイムに現存するおそらく最も古い建物である。両者は、中央の鐘楼に繋がっている。鐘楼は、何層もの擬宝珠型屋根を持つ塔である。ファサードには、何人もの彫刻家の手が加わっていることが指摘されている。旧市庁舎にはユースティティア（正義の女神）とアトランテス（人物像型の柱）が、教会にはピエタと天使の像が見られる。鐘楼の鐘は1日3回鳴らされる。
- 泉の祈念碑
- マルクト広場で開催される週の市

#### 宗教建築
イエズス教会は、1760年までに、選帝侯の宮廷教会としてダ・ビビエーナの設計に基づき建設された。芸術史家のゲオルク・デヒオはこの教会を南西ドイツで最も重要なバロック教会と評した。荘重な中央ドームは75mの高さがある。内部は、ミュンヘンの画家エギト・クィリン・アザムによる壁画に取り囲まれている。本祭壇と6つの脇祭壇はパウル・エーゲルとペーター・アントン・フォン・フェアシャッフェルトによるもので、後期バロック様式あるいは初期古典主義様式で創られている。

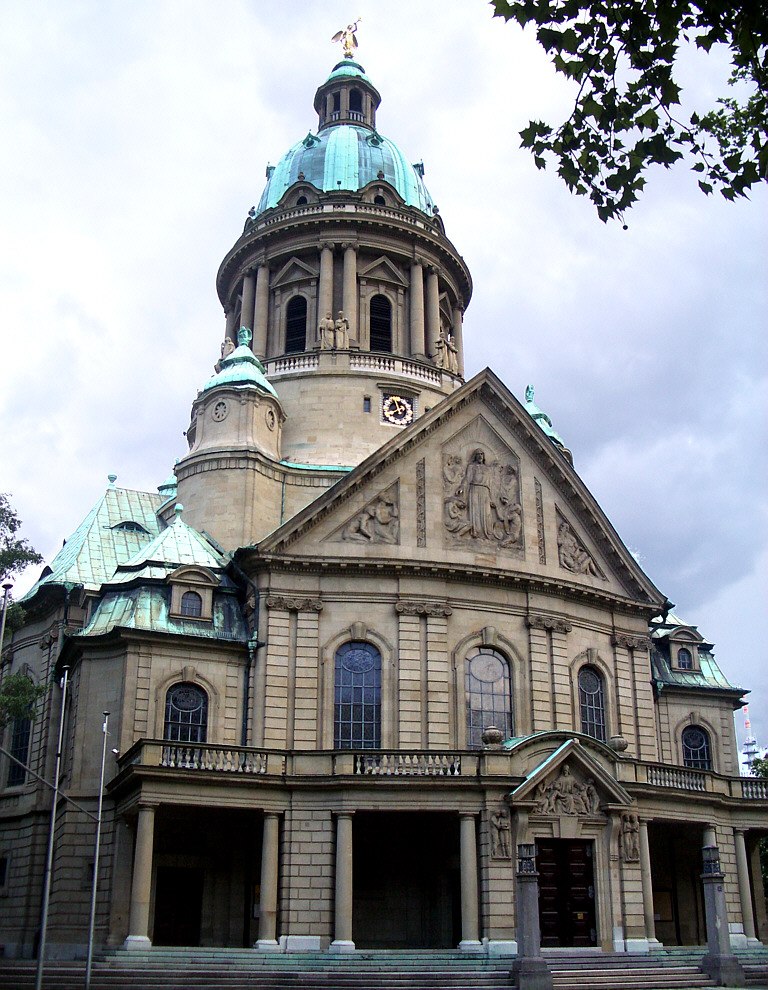
キリスト教会

キリスト教会は1911年までに、オストシュタットのプロテスタント教会として建設された印象的な教会建築である。ユーゲントシュティール様式を加味したネオバロック様式で建設され、ヴェーダー広場に面して建っており3方向から見ることができる。ドームは65mの高さがある。塔の基部は等身大の十二使徒像で囲まれている。内部には、8,600本のパイプを持つドイツ最大のオルガンが備えられている。
ネオバロック様式のコンコルド教会の歴史は1685年に遡る。元々ドイツ人とワロン人それぞれの改革派教会のための二重教会として建設され、その後何度も破壊されたり、他の目的に転用されたりした。現在の形になったのは1918年からで、プロテスタント教会と一部は学校として利用されている。教会の塔は高さ92mで、マンハイムで一番高い塔を持つ教会である。
シナゴーグは1987年に完成した。花崗岩のファサードと鉛ガラスの入った半円アーチ型の窓をもつ四角い建物である。その上に平たいなる天井が設けられている。2つの入り口は、1938年に破壊されたシナゴーグにあった錬鉄製の天窓格子を模したものである。
1995年に建設されたヤウス・スルタン・セリム・モスクは、建造当時には、ドイツで最も大きなモスクであった。明るい化粧塗りのファサードは、ミフラーブの張り出しによって、その中心が強調され、三角形の窓がしつらえられている。ミナレットのコンクリートには、直後からすでに裂け目が生じたため、2005年に35mの高さの新しい物が造られた。
- コンコルド教会
- シナゴーグ
- モスク

#### 世俗建築
マンハイム宮殿はプファルツ選帝侯の宮廷であった。1720年から1760年に建設された宮殿は、ヴェルサイユ宮殿に次いでヨーロッパで2番目に大きなバロック建築であった。市中心部に向いた正面の幅は440mに及び、並行に走る7本の道路の終結点になっている。制作に携わった芸術家の中には、アレッサンドロ・ガリ・ダ・ビビエーナ、アウグスティン・エーゲル、フランツ・ヴィルヘルム・ラバリアッティ、ニコラス・デ・ピガージュ、コスマス・ダミアン・アザムらがいる。第二次世界大戦で完全に破壊された後、簡略化された形で再建された。ハッソ・プラットナー（SAP AG創設者の一人）の巨額の寄付により、2006年までに原作に忠実な本館の屋根が復元された。

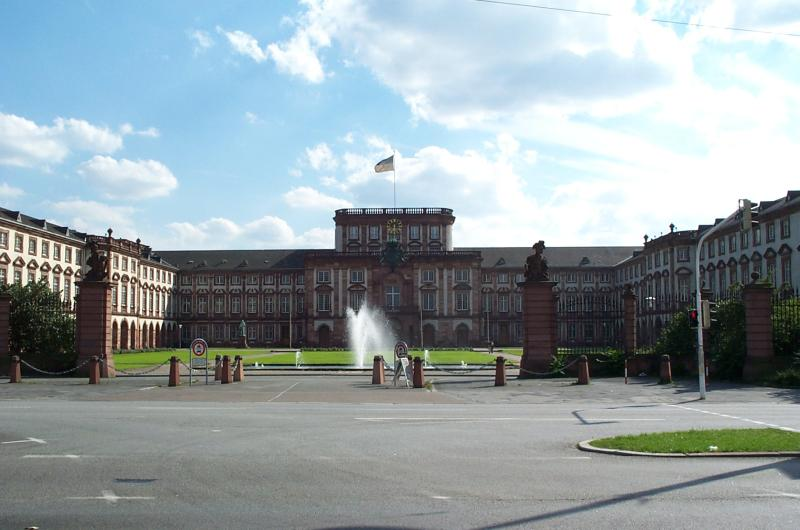
マンハイム宮殿

2007年4月から、マンハイム宮殿内にバロック時代・神聖ローマ帝国時代の生活を再認識するシュロスミュージアム（城館博物館）が開館した。戦争で破壊された部分は再建され、高価な展示品はパネルで紹介されている。来訪者は、プファルツ選帝侯（特にカール・テオドール）とフランス皇帝ナポレオン1世の養女でバーデン妃のステファニーの生活を目の当たりにする。
武器庫は1779年に建設された。この建物はペーター・アントン・フォン・フェアシャッフェルトによる古典主義様式の建築である。1918年からカール・ライスのコレクションの収蔵庫として用いられた。1956年以後ライス博物館（ツォイクハウス博物館）となっている。建物は2007年に修復された。
古典主義様式のブレッツェンハイム宮殿は、やはりフェアシャッフェルトの設計に基づいて1788年までに建設された。選帝侯カール・テオドールは、この建物を愛人とその子どもたちに贈った。1899年にこの建物はライン不動産銀行として用いられ、2004年からはマンハイム区裁判所として利用されている。
マンハイム通信塔は高さ212.8mで、この都市で最も高い建物である。この塔はエルヴィン・ハインレとイェルク・シュライヒの設計に基づき1975年に建設された。高さ125mの位置に回転式レストランと展望デッキがあり、ここからはマンハイムやその周辺地域が一望できる。

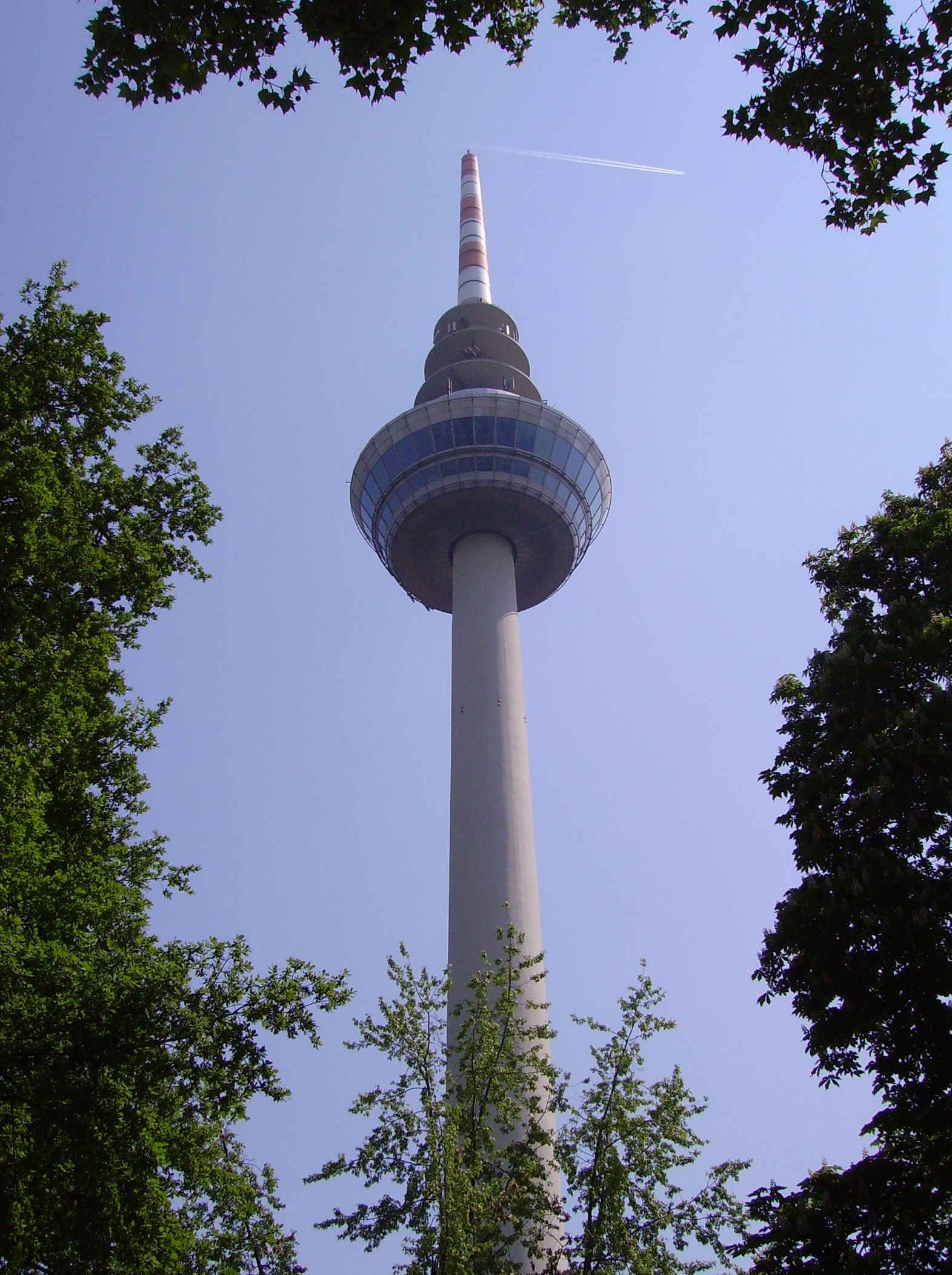
通信塔

バーデン＝ヴュルテンベルク州にある高層ビルの上位6つの内の5つがマンハイムにある。これらはいずれもインネンシュタットリングの外側に建っている。1975年にはすでにネッカーウーファーベバウウング＝ノルトの3つの住居タワーとコリニ・センターのアパートが造られていた。ヴィクトリア・トゥルムは2001年に完成した、この都市で最も高いオフィスタワーである。これら5つの高層ビルはいずれもおよそ95-97mの同じくらいの高さである。
- ネッカーウーファーベバウウング＝ノルトの住居タワー
- コリニ・センター
- ヴィクトリア・トゥルム

### 公園と緑地

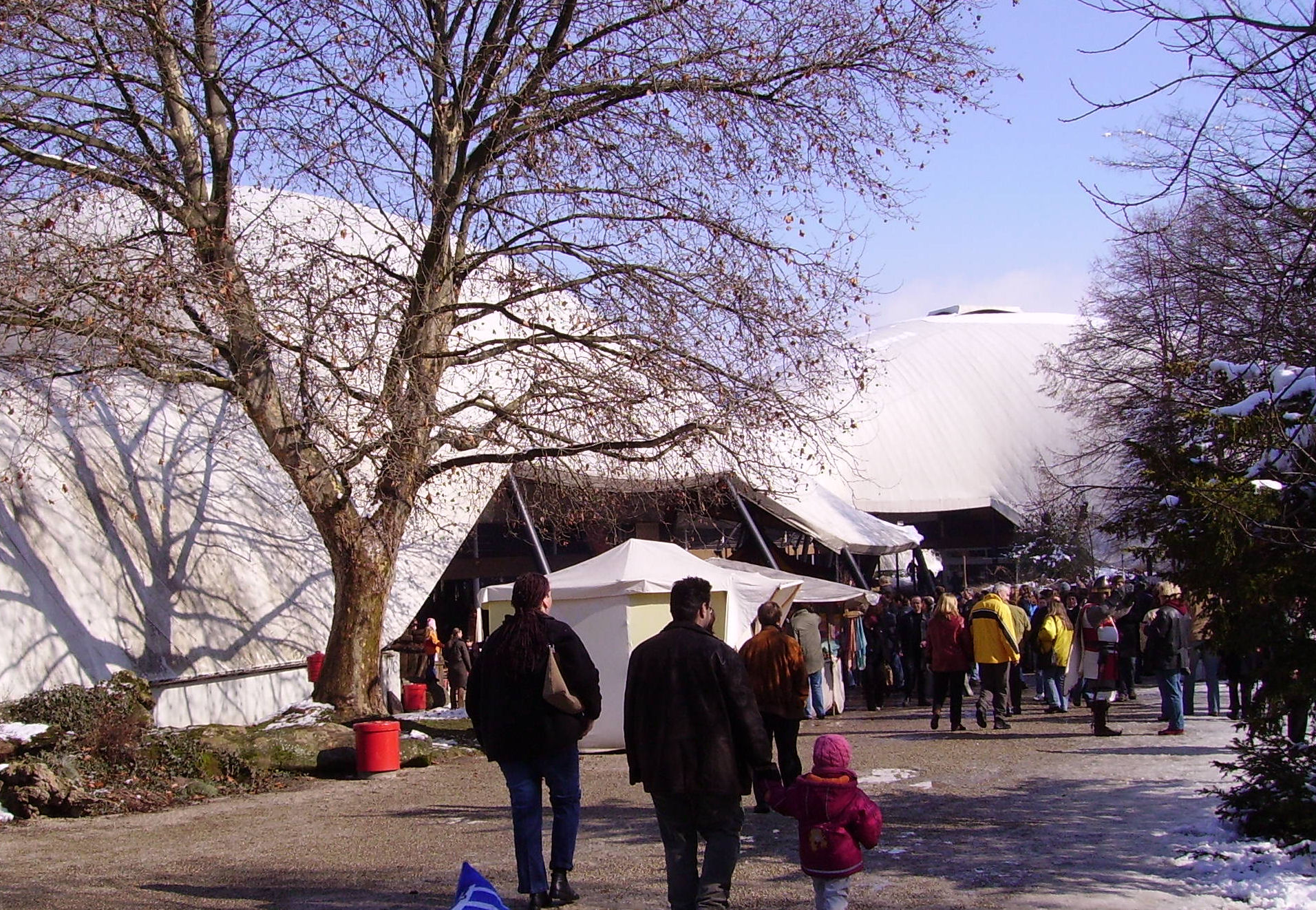
ムルティハレの外観

ルイーゼン公園は41haの広さを持つ市立公園である。この公園は1903年に完成し、1975年の連邦園芸博覧会のために拡張された。インネンシュタットに近いネッカー川沿いに位置し、植物館（温室）、中国風の茶園、蝶類館、ゴンドラ、水上舞台などのアトラクションがある。
ヘルツォーゲンリート公園も連邦園芸博覧会の会場の一部であった。22haのこの公園は兄にあたるルイーゼ公園よりいくぶん小振りで、ネッカーシュタット北部に位置する。見所は、動物園、バラ園、およびフライ・オットーの構想に基づいて造られたテント式の屋根を持つムルティハレである。
- ルイーゼ公園のゴンドラ
- ルイーゼ公園の中国風庭園「多景园」
- ムルティハレの内部

マンハイム宮殿の裏手からライン川に広がるシュロスガーデン（宮殿庭園）は38haの広さを持つマンハイムで2番目に大きな公園である。ステファニー・ド・ボアルネは、撤去されたバロック時代の都市防衛施設であった稜堡跡に1808年からイギリス式庭園を造り始めた。しかし、1863年から67年に建設された鉄道、多くの自動車が行き交う1959年に建設された連邦道、さらにはルートヴィヒスハーフェンとを結ぶ市電がこの庭園を横切る形で設けられ、その魅力は大いに損なわれてしまった。往時の魅力を身近に感じられるのは、庭園の南部にあるリンデンホーフ（菩提樹の庭）である。西端のいわゆるフリードリヒ公園には古いスケート場がある。
ヴァルト公園とそれに付随するライスインゼル（ライス小島）は、ライン川沿いで最大の自然のままの水辺である。クマゲラ、アオサギ、トビをはじめ、多くの珍しい種類の鳥が棲息しているが、ワカケホンセイインコやカナダガンのような外来種もライスインゼルで観察されるようになっている。
2000年時点で、マンハイムは市域の29%が自然・風景保護地域に指定されている。

### スポーツ

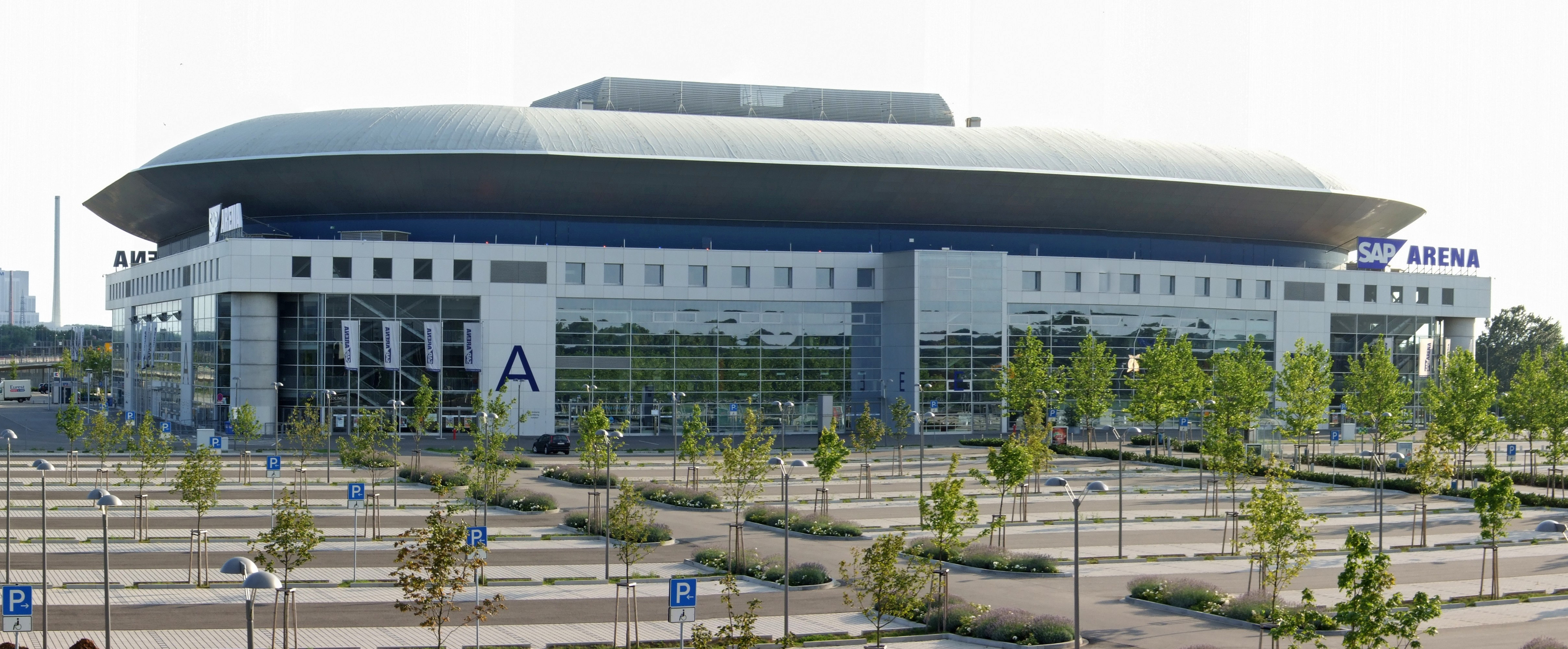
SAPアレーナ

マンハイムで最も集客力のあるスポーツはアイスホッケーである。アドラー・マンハイム（旧マンハイマーERC）は、1980年、1997年から99年、2001年、2007年にドイツ・チャンピオンになっている。このチームのホームリンクは、2005年以降はSAPアレーナである。
サッカーの2つのチーム、VfRマンハイム（1949年のドイツ・チャンピオン）とSVヴァルトホーフ・マンハイム（1983年から1990年までブンデスリーガでプレイした）は、地域を越えて有名ではあるが、大きな成果から離れて久しい。
ドイツ・バスケットボール連盟は、アルベルト・シュヴァイツァーを記念して、若い男子ナショナルチームによるアルベルト・シュヴァイツァー杯オイローパ・ユーゲント・バスケットボール大会を、1958年から2年ごとの春にマンハイムで開催している。この国際友好大会は、世界で最も重要で成功した若い選手のための大会の一つであり、後にNBA入りする多くの選手を輩出している。
TKグリュン＝ヴァイス・マンハイムは、テニス・ブンデスリーガで成功を収めている。このクラブは1922年、1993年、1996年、2005年、2007年にドイツ・男子チャンピオンになっている。
ライヒトアトレティク＝フェラインMTGマンハイム（マンハイム陸上クラブMTG）は創設当時から多くの優れたアスリートを送り出してきた。全国的に特に成果が著しいのは女子のスプリント競技である。クリステン・ボルムは、イェーテボリで開催された2006年の陸上ヨーロッパマスターで銀メダルを獲得した。
マンハイムに駐留するアメリカ人部隊から支持を集める野球は、過去には優れた成績を収めたことがある。マンハイマー・フェライネ・ナイツ、VfR、アミーゴスおよびトルナドスは、1954年から1997年までの間に9回ドイツ・ベースボールマスターで優勝している。同じく、アメリカ人に支持されているアメリカン・フットボールについては、1978年にマンハイム＝レッドスキンズが組織された。
自転車競技クラブRRCエントシュプルト・マンハイムは、1950年代から60年代には世界的に、1990年代には国内的に成功を収めた。特に、カール・ツィーグラーの下で活躍したヴィリ・アルティヒ、ルディー・アルティヒの存在が際だっている。
ハンドボール一部リーグのライン＝ネッカー・レーヴェン（旧SGクローナウ／エストリンゲン）は、2005年以降SAPアレーナをホームとしている。
ゼーゲルフルクフェライン・マンハイムはグライダー滑空競技のクラブでシティ＝エアポート・マンハイムを活動の場としている。このクラブは、滑空ブンデスリーガ一部に所属し、ドイツ・チャンピオンや世界チャンピオンに何度もなったことがある。
1876年に創立されたボートクラブ、マンハイマーRVアミシティアは過去に何度か世界マスターやオリンピックに出場するなど優れた選手を輩出している。
マンハイムは、2007年のハンドボール男子世界マスターの開催地であり、また2007年馬術障害飛越競技のヨーロッパマスターの開催地でもある。さらに2010年には、ケルンとともにアイスホッケー世界マスターの開催地ともなっている。

### 名物料理

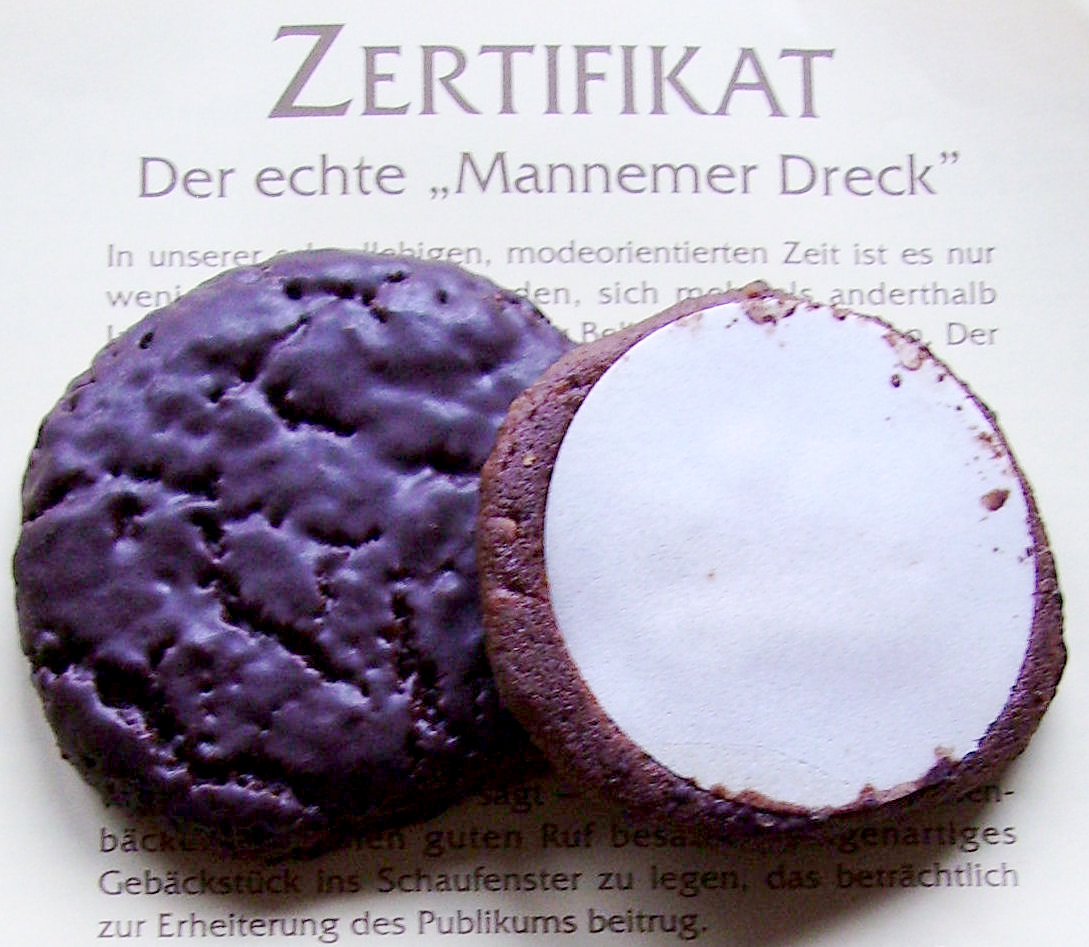
マンハイマー・ドレック

マンハイムでは、その住民の出身地（世界中約170カ国の人が住む）と同じ数だけの多彩な料理が供される。典型的なマンハイムの郷土の味は、レープクーヘンに似た焼菓子マンハイマー・ドレックとアルコール飲料のマンハイマー・ハーフェンザッサーである。マンハイムを代表するビールは「アイヒバウム」である。アイヒバウム・ブラウエライエンAGでは様々なバリエーションが製造・販売されており、これらは地域外でも販売されている。

## 経済と社会資本

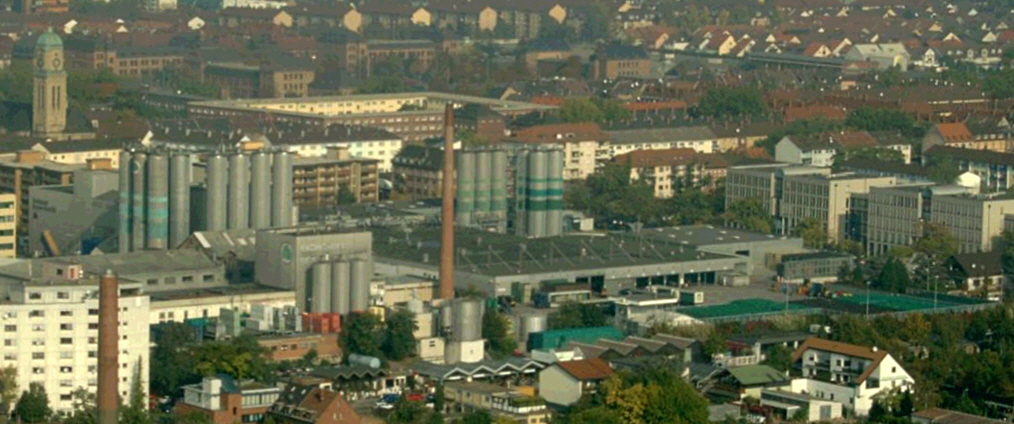
アイヒバウム・ブラウエライエン

2004年時点で、マンハイムには156,364人の社会保険支払い義務のある労働者がおり、このうち33.1%が製造業、22.8%が商業や宿泊業、42.2%がその他のサービス業に従事している。失業率は、2008年1月現在で約7.7%である。マンハイムは遅くとも1790年代以降に深刻な産業構造の変化が起き、工業系の職場で人員整理が行われる一方、サービス業従事者が増加した。それでも、金属・化学系企業は今なお大きく存在している。
最も強いのが電子・機械製造工業である。この分野では、ダイムラー（発動機）、EvoBus（乗り合いバス）、アセア・ブラウン・ボベリ（電子制御・オートメーションシステム）、アルストム（発電）、ボンバルディア・トランスポーテーション（車の電装用品）、John Deere（農作機械）、Joseph Vögele（道路舗装機械）、MWM（自動車、木章）Pepperl+Fuchs（工場・プロセス・オートメーション）、WIMA（電子部品）などがある。
化学系企業では、ロシュ（医薬品、診断製品）、Svenska Cellulosa Aktiebolaget（「Zewa」などのセルロースおよびパルプ製品、Zewaは「Zellstoff Waldhof」（ヴァルトホーフのセルロース）の略である）、Fuchs Petrolub（潤滑剤）、ユニリーバ（Dove石鹸）、Reckitt Benckiser（家庭用掃除用品）、Phoenix（医薬品販売）、Deutsche Hutchinson（ゴム製品）がある。
マンハイムの金融関連企業は、1900年頃のような活況はないものの、特に保険会社を中心になおも重要な位置にある。バーデン＝ヴュルテンベルク州立銀行(LBBW)の4つの本社のうち1つがマンハイムにあり、Neue Rechtsschutz Versicherungsgesellschaftはマンハイムにオフィスを構えている。また、SV SparkassenVersicherungの重要な拠点もこの街に置かれている。
食品産業では、Südzucker、Birkel、Eichbaum-Brauereien、Pfalzmühle Mannheim（Werhahnグループ傘下の企業）、Bunge Deutschland（油脂・穀物加工）がある。1987年にマンハイムで最初のAlnatura自然食品スーパーマーケットがオープンした。
建築業では、Bilfinger Bergerがある。この販売部門は、バウハウスやエンゲルホルンといった小売店を展開している。

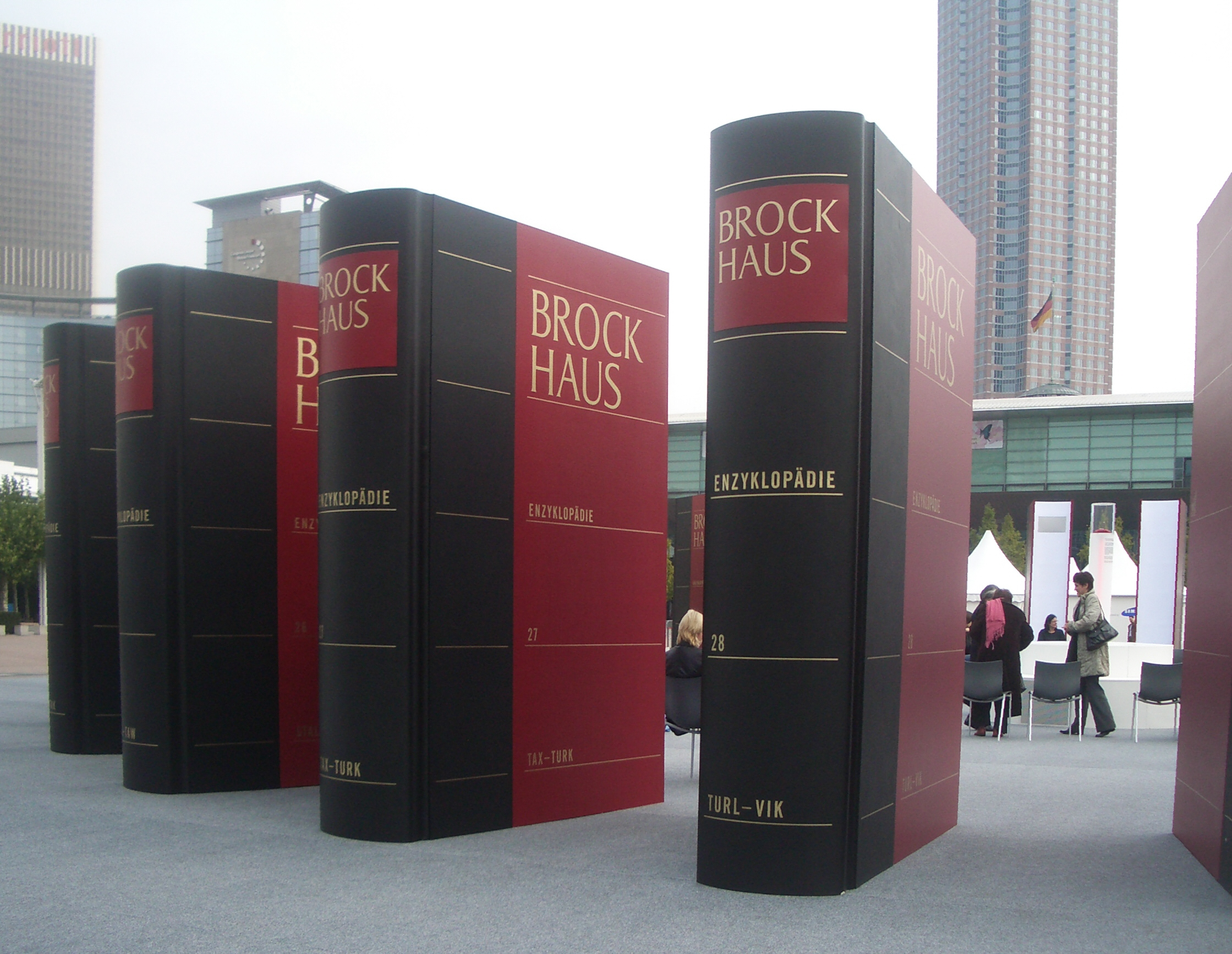
ブロックハウス社のディスプレイ広告

Bibliographisches Institut & F. A. Brockhaus（ブロックハウス、ドゥーデン、ランゲンシャイト、メイヤーを傘下に置く）やエディション＝パノラマは、マンハイムに本社を置く重要な出版社である。
MVV Energieは、ドイツ最大のエネルギー供給企業である。

### 交通

#### 道路交通

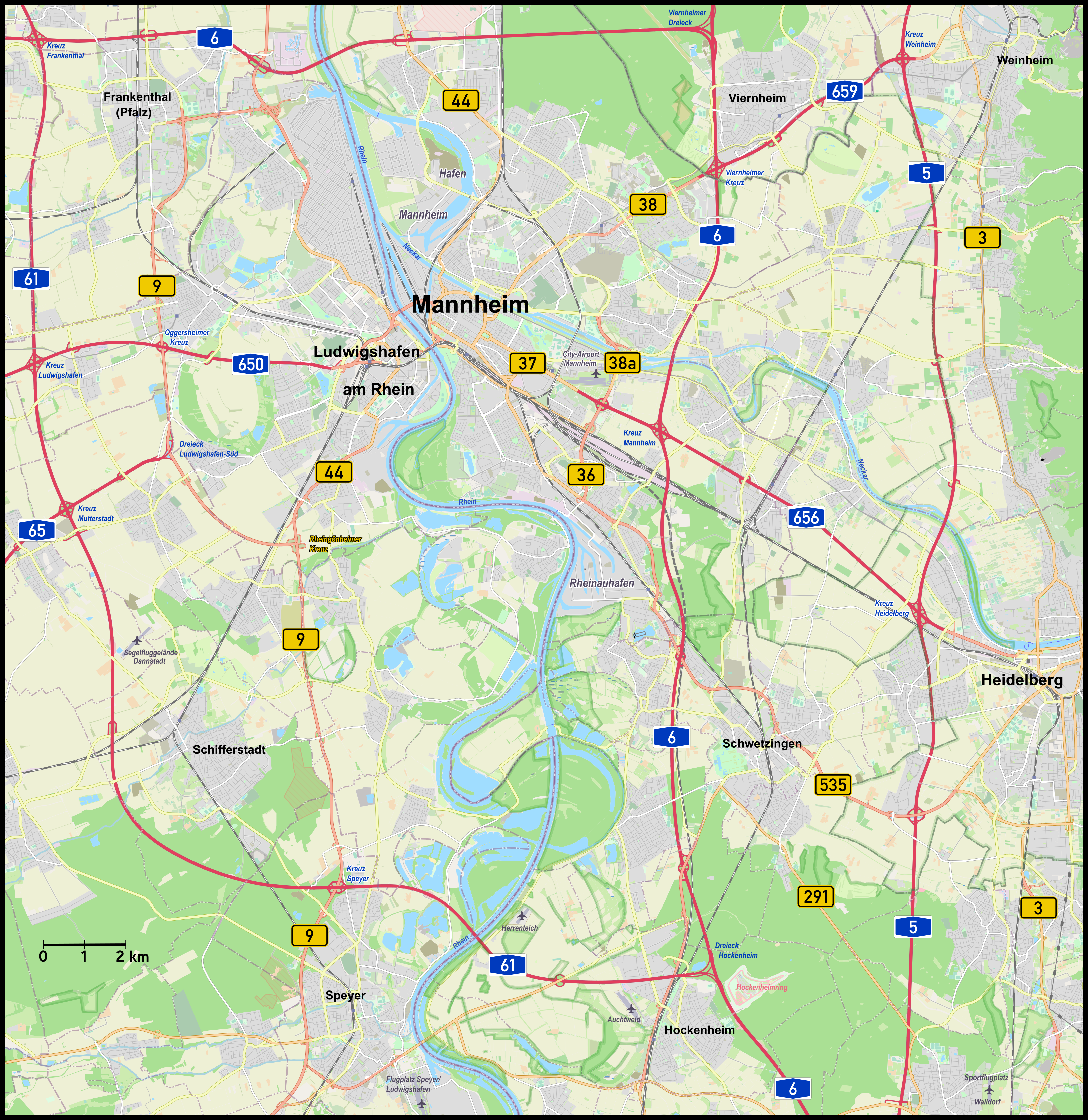
マンハイム周辺地域の主要道路網

マンハイム＝ルートヴィヒスハーフェンという2つの大都市が固まった周囲には、全部で7つのアウトバーンのジャンクションが造られている。北と東をA6号線（ザールブリュッケン – ニュルンベルク）が囲んでおり、A61号線が西から南を囲むことで、アウトバーンのリングが形成される。マンハイム北東からダルムシュタットやフランクフルトに向かうA67号線が分岐している。東はA656号線がハイデルベルクに、A659号線がヴァインハイムに枝分かれする。このアウトバーンリングのさらに東側にはA5号線（フランクフルト – カールスルーエ）が並行して通っている。市内を、連邦道B36、B37、B38、B38a、B44号線が走っている。

#### 鉄道／公共交通機関

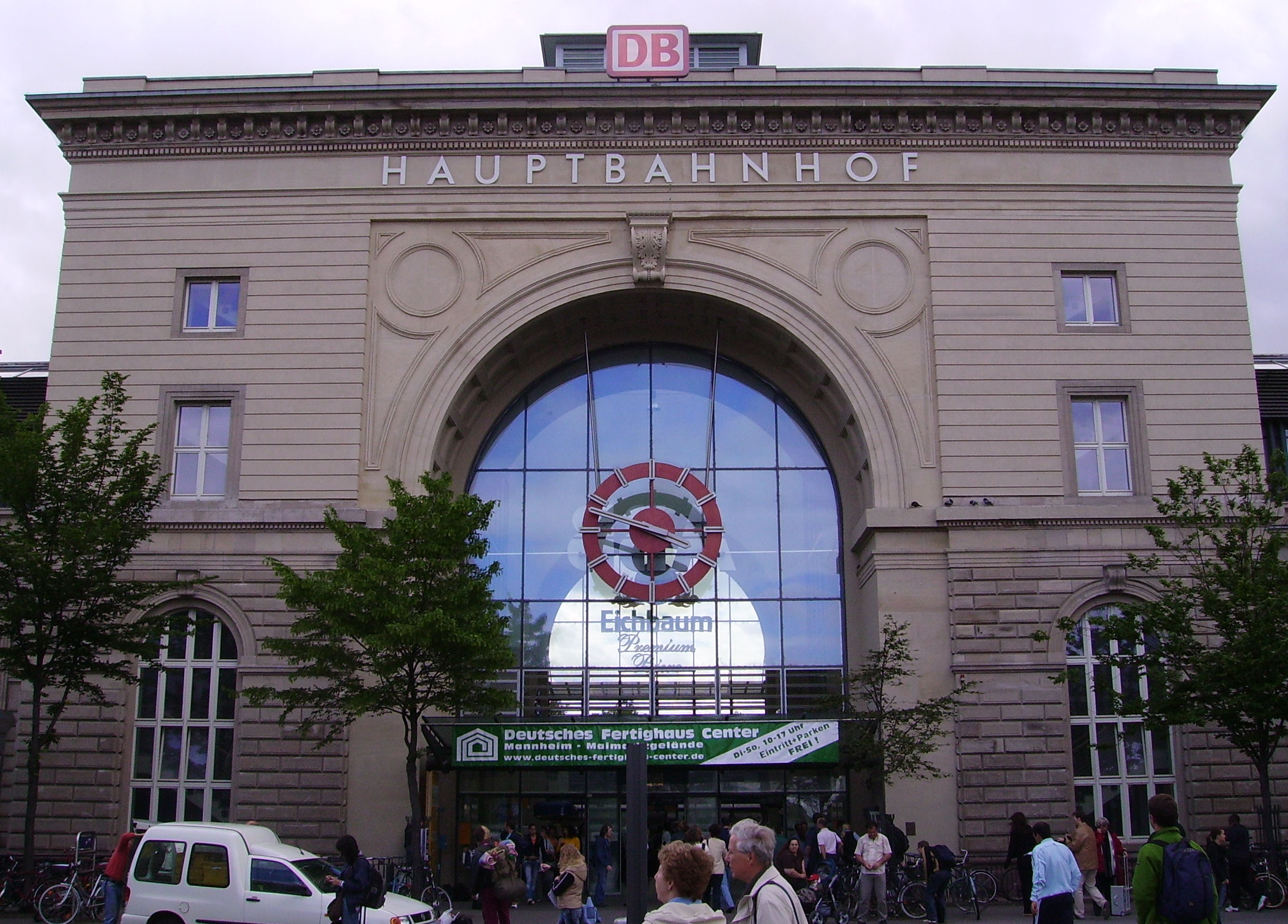
マンハイム中央駅

マンハイムは、南西ドイツで2番目に大きな乗換駅である。マンハイム中央駅には、2005年の統計で1日あたり185本の列車が発着する。ICEによる高速鉄道が整備されたことで、より速く、より快適にシュトゥットガルト方面へ結ばれることになった。マンハイム中央駅は、2005年にドイツで最も優れた駅に選ばれた。
ライン／マイン – ライン／ネッカー新線によりライン／マイン地域とを結びつける計画がある。2007年6月に、パリ - フランクフルトを3時間50分で結ぶICEの高速路線（LGV東ヨーロッパ線）が運行を開始し、マンハイムを経由している。
マンハイム操車場は、マーシェン（ハンブルク）に次いでヨーロッパで2番目に大きな操車場である。2005年の統計によれば、1日あたり30本の国際列車、60本の国内列車、440本の近距離貨物列車を取り扱った。
ライン＝ネッカー地域のほぼ全域を結びプファルツ地方、オーデンヴァルト、ヘッセン南部まで延びるラインネッカーSバーンが、2003年から営業を開始した。すべてのSバーン路線がマンハイム中央駅を経由している。この他のマンハイム市内にあるSバーンの駅は、マンハイム操車場、マンハイム＝ゼッケンハイム、マンハイム＝フリードリヒスフェルト南である。
マンハイムの公共近郊交通としては、1878年6月2日に開業した市電（後述）がある。11系統の市電路線と多くのバス路線が運行されている。さらにマンハイムには50台以上のカーシェアリングのシステムがあり、さらに拡充されている。1970年代にUバーン（地下鉄網）の構想が検討されたが、資金難から実現しなかった。マンハイムに存在する地下駅は、ダルベルクシュトラーセ駅だけである。Uバーン計画はやがて廃止された。

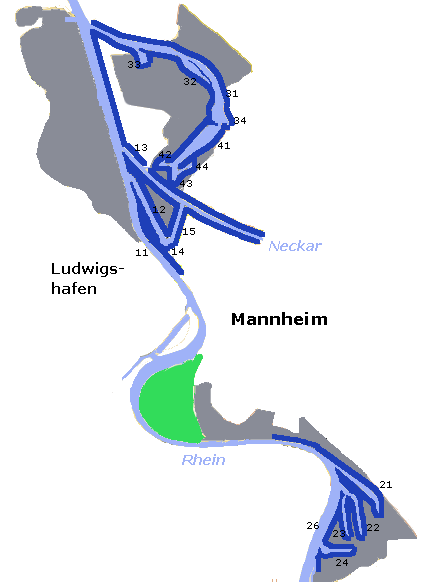
マンハイム港

1975年の連邦園芸博覧会 (BUGA) では、仮設のエアロバスが約6ヵ月間運行されており、220万人の利用者があった。

#### 水運
ライン川とネッカー川が合流する地点に位置するマンハイム港はヨーロッパで2番目に大きな内陸港である。2007年の統計によれば、830万トンの貨物が荷揚げされた。約500の企業、2万人の職場が港湾地区には存在している。

##### 港の構造
港湾1 ハンデルスハーフェン
右図 No.11-15
港湾2 ライナウハーフェン
右図 No.21-26
港湾3 アルトラインハーフェン
右図 No.31-34
港湾4 インドゥストリーハーフェン
右図 No.41-44

#### 空路
マンハイムにはザントホーフェンの軍事飛行場の他にノイオストハイム市区にシティー＝エアポート・マンハイム（IATAコード: MHG、 ICAOコード: EDFM）があり、ベルリン、ハンブルク、ミュンヘン、ザールブリュッケンへの航空路が就航している。フランクフルト空港は65km北にあり、ICEを利用すれば30分で到着できる。

### メディア
日刊紙マンハイマー・モルゲンの他、ルートヴィヒスハーフェンのラインプファルツ、ハイデルベルクのライン＝ネッカー＝ツァイトゥングおよびビルト・ライン・ネッカー（写真紙）がマンハイムのローカル紙である。さらに週刊紙のシュポルトヴォーヘ、マンハイマー・ブリック・アム・ゾンターク、広報紙でもあるヴォーヘンブラット・マンハイムがあり、月間のローカル誌マイアーが刊行されている。ほとんどの市区では、それぞれ無料の市区ニュースが配布されている。

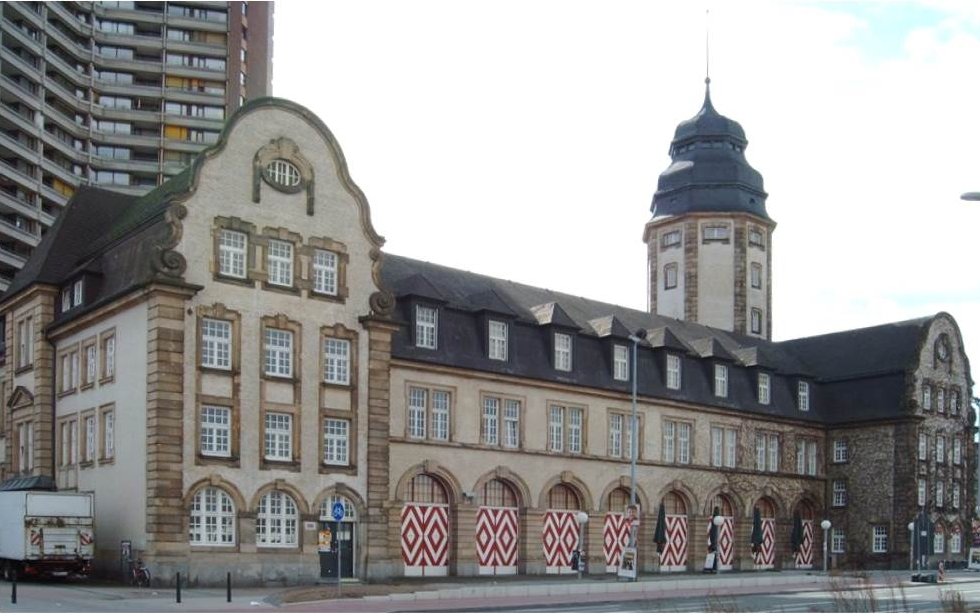
ライン・ネッカーコミュニティ放送を放送している旧消防署

ライン＝ネッカー大都市圏のローカル・テレビ局が、マンハイムにあるライン＝ネッカー・フェルンゼーエンである。マンハイムには南西ドイツ放送のスタジオもある。ここから放送される番組の一つにローカルプログラムのクアプファルツ＝ラジオがある。2004年からはAFNのヨーロッパ中部版のプログラムがマンハイム＝ザントホーフェンから放送されており、ローカルプログラムのAFNハイデルベルクはマンハイム＝ゼッケンハイムで制作されている。また、マンハイムには民営のラジオ局、ビッグFM、ラジオ・レーゲンボーゲン、サンシャイン・ライブがある。2000年からはライン・ネッカー・コミュニティ放送のベルムダフンクが旧消防署から放送されている。
この街のメディアでは、マンハイマー・モルゲン、ラジオ・レーゲンボーゲン、ビッグFMを運営するドクトル・ハース・グループが力を持っている。

### 公的施設と研究所
マンハイムには、イタリアの領事代理がおり、フランスとナイジェリアの名誉領事がいる。マンハイムには、ライン＝ネッカー行政共同体およびハイデルベルク＝マンハイム隣接都市連合のオフィスがある。さらに、手工業会議所、ライン＝ネッカー商工会議所が存在している。これらの会議所は、マンハイムとハイデルベルクの他ライン＝ネッカー郡とネッカー＝オーデンヴァルト郡をその管轄下に置く。連邦職業安定所や2つの税務署もある。マンハイム刑務所は、800人以上を収容できるバーデン＝ヴュルテンベルク州最大の刑務所である。マンハイムには市民の自由意思で組織された消防団と専任のスタッフからなる消防団がある。2つの大きな傷害保険組合がマンハイムに本社を構えている。Berufsgenossenschaft Nahrungsmittel und GaststättenとBerufsgenossenschaft Handel und Warendistributionである。この他、マンハイムはバーデン地方教会の教会管区とフライブルク大司教区の首席司祭区の、それぞれ本部所在地である。

### 裁判所
マンハイムにはバーデン＝ヴュルテンベルク州の行政裁判の控訴審を扱う行政裁判所が置かれている。シュトゥットガルトに本部を持つ州の労働裁判所はマンハイムに分局を置いている。
さらに、この市にはカールスルーエ上級地方裁判所管区に属す区裁判所および特許部門を持つ地方裁判所があり、また、労働裁判所や社会裁判所もある。

### 病院

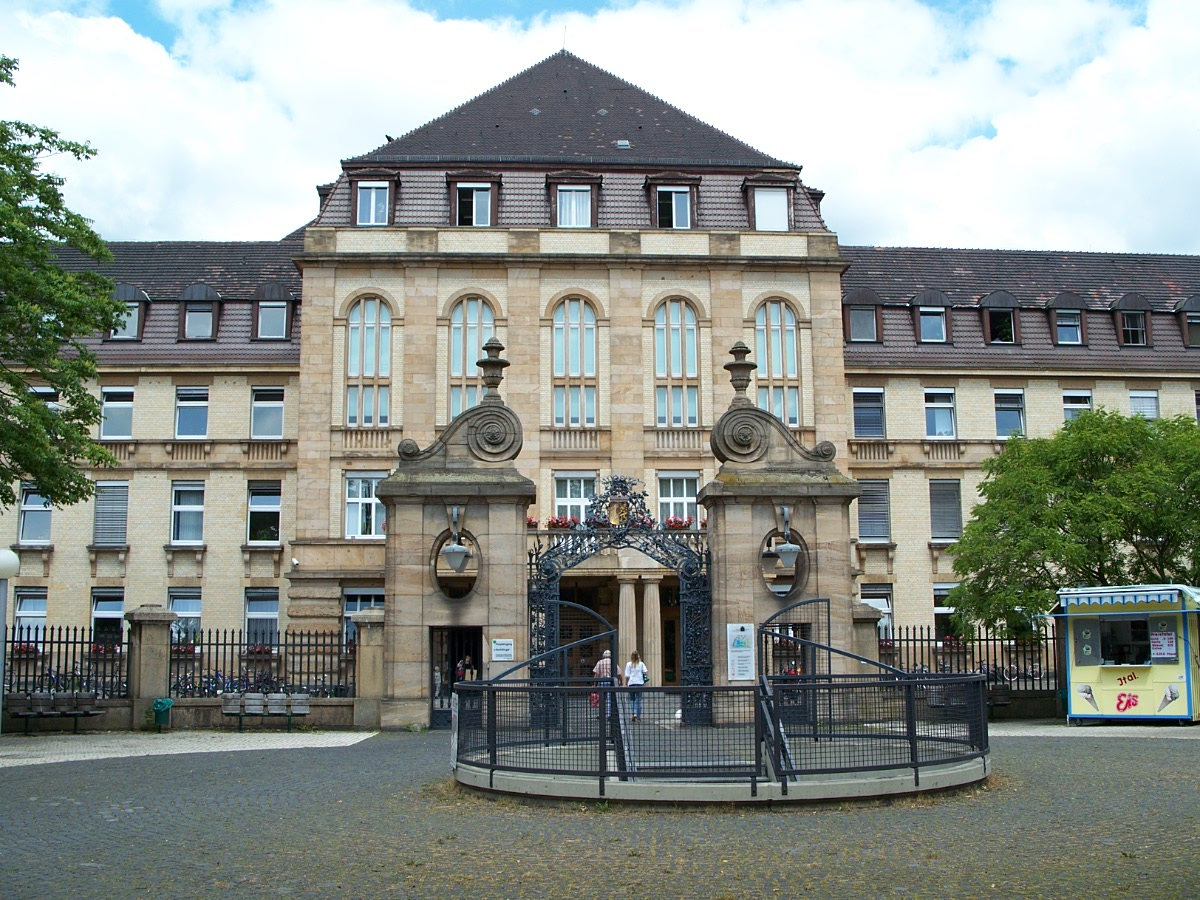
マンハイム大学病院の正門

- マンハイム大学病院
- 精神医学中央研究所
- テレージア病院
- ディアコニー病院

### 米軍
一連の重要なNATO軍および米軍の施設がマンハイムに置かれている。特にヨーロッパのアメリカ軍の通信を統括する第5通信司令部の本部がこの街に置かれている。マンハイムの米軍駐屯地には以下の兵舎がある。
- フナリ兵舎（ケーファータール）第5通信司令本部
- サリヴァン兵舎（ケーファータール）第7通信旅団本部
- ベンジャミン・フランクリン兵舎（ケーファータール）アメリカン・ハイスクールを有する
- テイラー兵舎（フォーゲルシュタング）第2通信旅団本部
- スピネリ兵舎（フォイデンハイム）
- コールマン兵舎（ザントホーフェン）AFN、アメリカ陸軍欧州兵站部
- フリードリヒスフェルト物資補給本部

この他、ヘイデルベルク駐屯地の以下の施設がマンハイム市内にある。
- ハモンズ兵舎
- ステム兵舎

隣接するハイデルベルクの米軍施設については2012年から2013年までに移転を完了させる計画が発表になったが、この計画にマンハイムの施設が含まれるかどうか明記されていないことや、その後に起こった9.11テロ事件により米軍の安全保障政策の転換があったことなどから、これらの軍事コミュニティが今後もこのまま存在するのかどうかは定かでない。ただ、これらの施設が戦後マンハイムの経済、国防、文化の上で重要な役割を果たしたことは事実である。

## 教育
教育改革者ヨーゼフ・アントン・ジッキンガーが20世紀初めにマンハイムの教育システムを開発した。教育学に関する大きな貢献がこれによってなされた。

### 大学

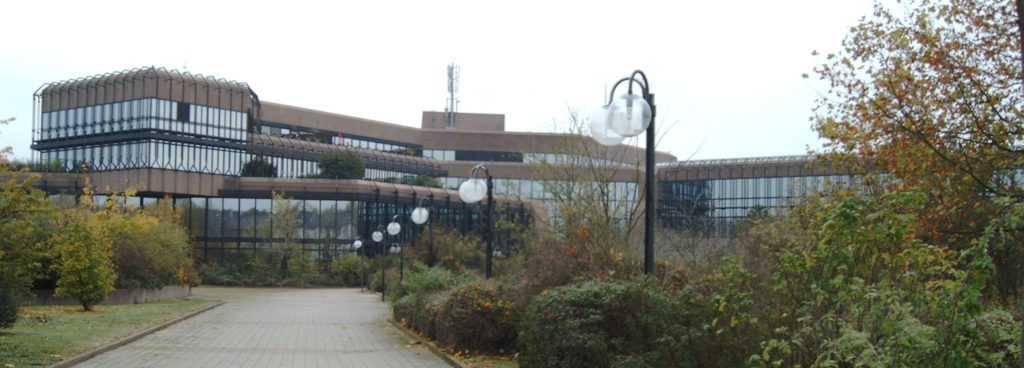
マンハイム専門大学

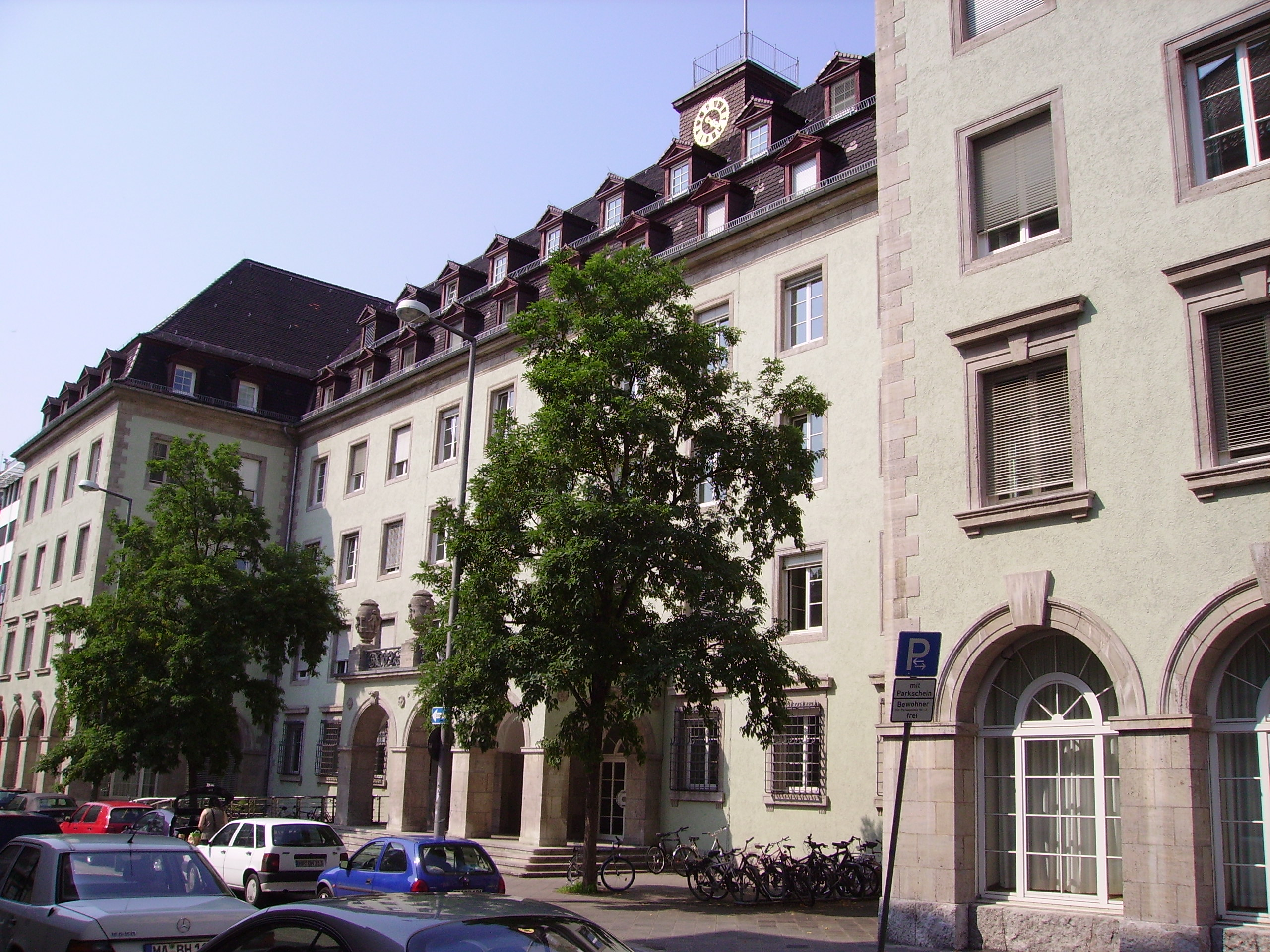
マンハイム音楽大学

- マンハイム大学 (Universität Mannheim): 1907年に商科大学として設立され、1967年に総合大学となった。経済学部・社会科学部の領域では常に最先端の大学にランクされる。12,500人の学生が籍を置いている。
- マンハイム医学部 (Medizinische Fakultät Mannheim): ハイデルベルク大学に併合されている。800人の学生を擁している。
- 連邦の一般行政に関する専門大学 (Fachhochschule des Bundes für öffentliche Verwaltung): 1978年創設。連邦防衛行政研究科がマンハイムにある。約1,200人の学生が登録されている。
- 労働市場管理に関する専門大学 (Hochschule der Bundesagentur für Arbeit): 連邦立の専門大学を起源に2006年に創立された。約900人が学ぶ。
- マンハイム専門大学 (Hochschule Mannheim): 1898年にエンジニア学校として設立され、1971年から技術専門大学となった。1995年に造形大学、2006年に社会学専門大学と合併し、現在は4,100人の学生が籍を置いている。
- マンハイム音楽大学 (Staatliche Hochschule für Musik und Darstellende Kunst Mannheim): 1762年創立のアカデミー・デ・ダンスと1776年創立の私立音楽大学の後継大学として設立された。600人の学生が学んでいる。
- 人知学教育のための自由専門大学マンハイム (Freie Hochschule für anthroposophische Pädagogik Mannheim): ヴァルドルフ教育の方法論に基づく教育者養成のための学校。

### その他の学校

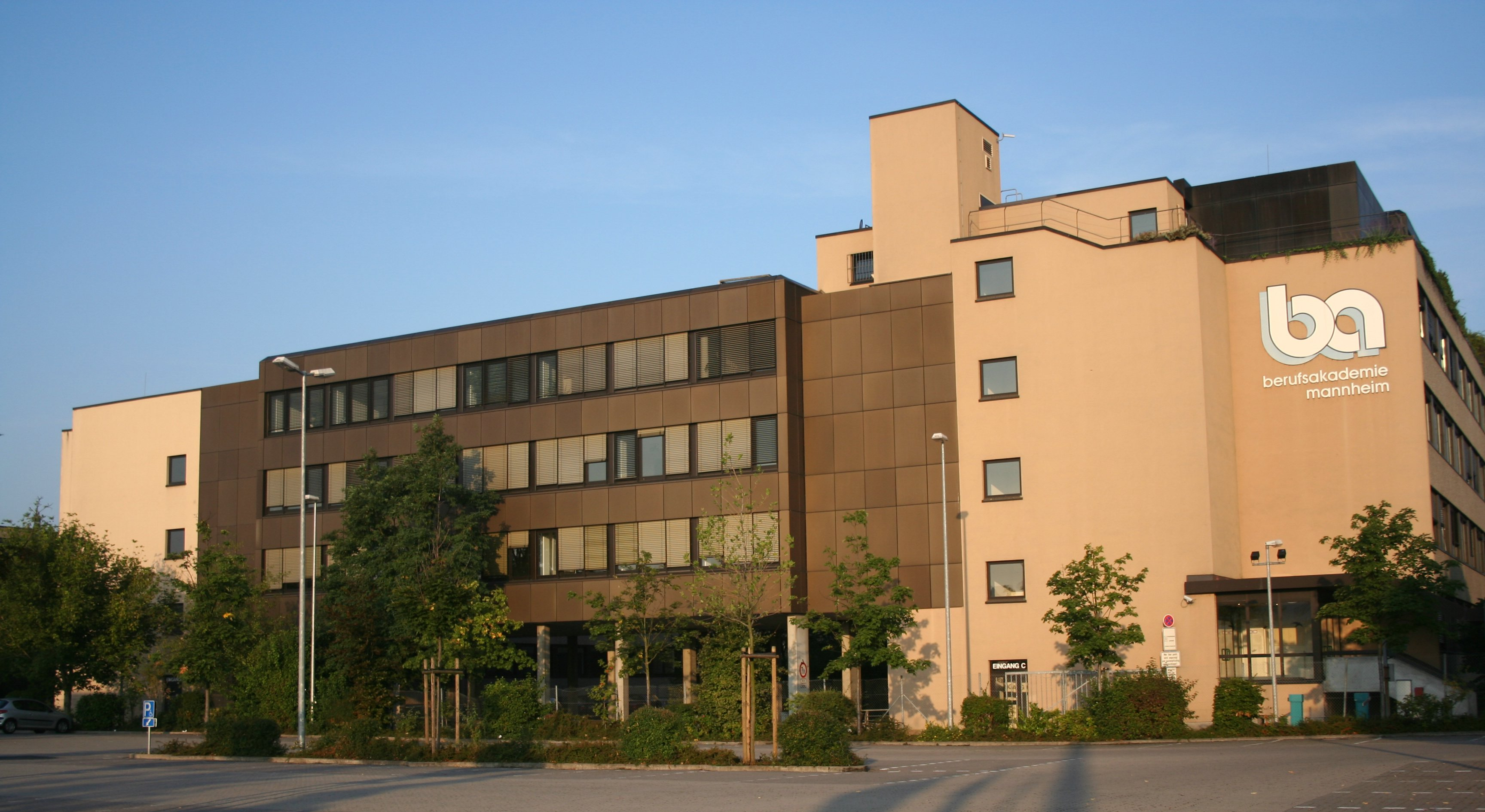
マンハイム職業アカデミー

- マンハイム職業アカデミー (Berufsakademie Mannheim): 1974年にモデルスクールとして開校した。4,500人の学生が学ぶ。バーデン＝ヴュルテンベルク・モデルの三大職業アカデミーの一つである。
- バーデン＝ヴュルテンベルク・ポップアカデミー (Popakademie Baden-Württemberg): 2003年に創立された。音楽ビジネスやポップミュージック・デザインについて学べるドイツで唯一の研究教育施設である。
- 企業経済と国際貿易に関するアカデミー (Akademie für Betriebswirtschaft und Welthandelssprachen: ABW): 1956年設立の私立ビジネススクール。
- 防衛力管理と防衛技術に関する連邦アカデミー (Bundesakademie für Wehrverwaltung und Wehrtechnik): 1961年に創立。連邦防衛力管理と防衛技術の専門的知識を持つキャリア養成専門教育を行う、最高の中央教育施設である。
- 連邦防衛力管理学校（技術系） (Bundeswehrverwaltungsschule I (Technik)): 防衛技術に携わる機関に属する公務員の導入教育及び継続教育を行う。
- マンハイム劇場アカデミー (Theaterakademie Mannheim): 州内では有名な、芝居と演出のための職業アカデミーで、1994年に設立された。2006年からは新体制の下で演劇学校として機能している。

### 研究センター、研究所

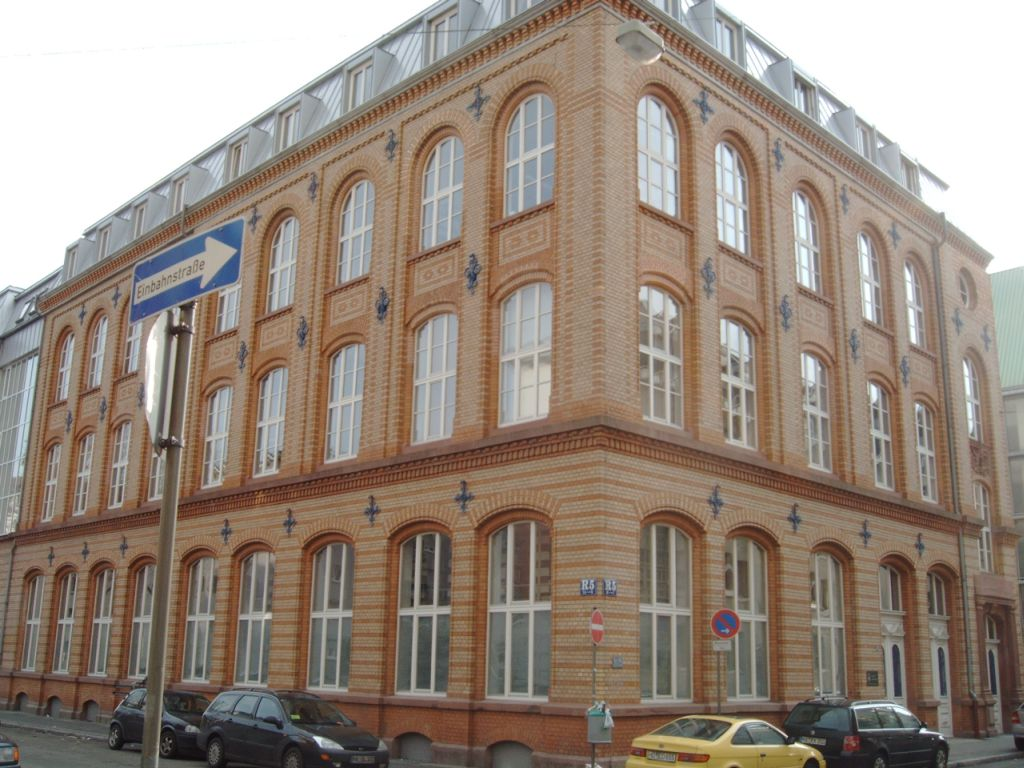
ドイツ語学研究所

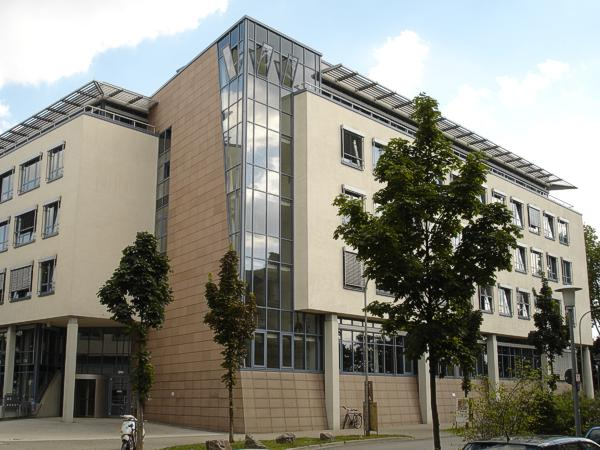
欧州経済研究センター

- ドイツ、ヨーロッパ、国際間での医療権利、健康権利、生命倫理に関する研究所 (Institut für Deutsches, Europäisches und Internationales Medizinrecht, Gesundheitsrecht und Bioethik: IMGB): 1998年にハイデルベルク大学とマンハイム大学によって設立された研究所で、医療や健康に関する権利と生命倫理について研究を行うドイツで最も評価の高いセンターの一つである。
- ドイツ語学研究所 (Institut für Deutsche Sprache): 語学研究のために1964年に設立された研究所
- 中産階級研究所 (Institut für Mittelstandsforschung): 中産階級の経済学研究を経験的、学際的に発展させるべく1989年に設立された。
- 電力施設と電力供給経済に関する研究機関 (Forschungsgemeinschaft für elektrische Anlagen und Stromwirtschaft e. V.): 電力エネルギー供給の性能、信頼性、経済性に関する研究を行っている。
- 選挙研究グループ (Forschungsgruppe Wahlen): 選挙行動を研究し、社会的なトレンドや世論調査を行っている。
- 職業教育に関する国際研究所 (Internationales Institut für Berufsbildung Mannheim):  バーデン＝ヴュルテンベルク州文化・青年・スポーツ省の下部機関
- 教育学と教員育成のための州立セミナー (Staatlichen Seminars für Didaktik und Lehrerbildung): 基礎課程・本課程学校を管轄する。
- 欧州社会学研究マンハイム・センター (Mannheimer Zentrum für Europäische Sozialforschung): 1989年の創設以来、ヨーロッパの社会、社会福祉、政治の発展について研究を行っている。
- 欧州経済研究センター (Zentrum für Europäische Wirtschaftsforschung): 1991年以降、応用的・経験的な経済学研究領域で活動している。
- アンケート、方法と解析センター (Zentrum für Umfragen, Methoden und Analysen: ZUMA): 社会的指標に基づく社会的発展の調査と解析を行う。
- ゲーテ・インスティテュート (Goethe-Institut): マンハイム・ゲーテ・インスティテュートはリンデンホーフにある。ドイツ文化とドイツ語を世界に発信するための研究施設で、留学生の受け入れなどを行っている。

## 人物

### 出身者

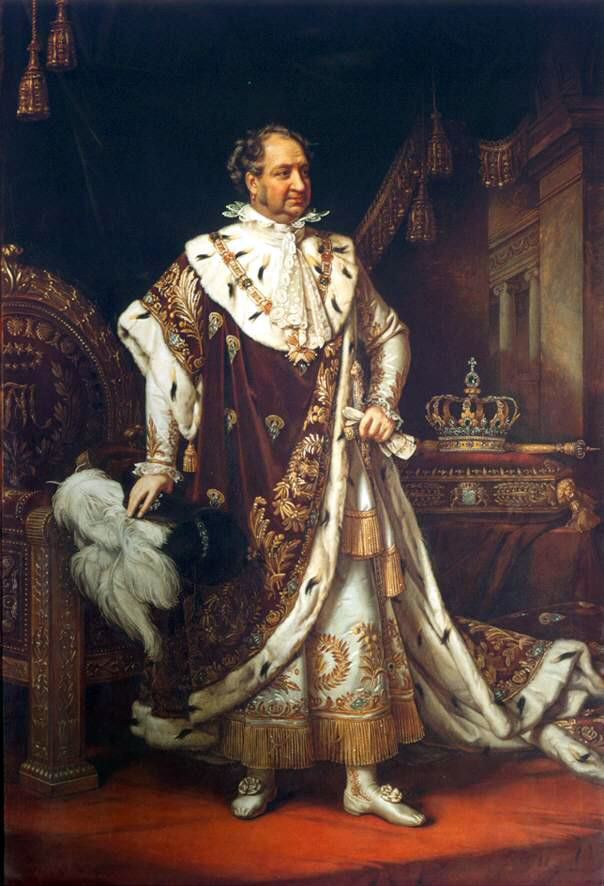
バイエルン王マクシミリアン1世

ゼップ・ヘルベルガーをデザインした切手

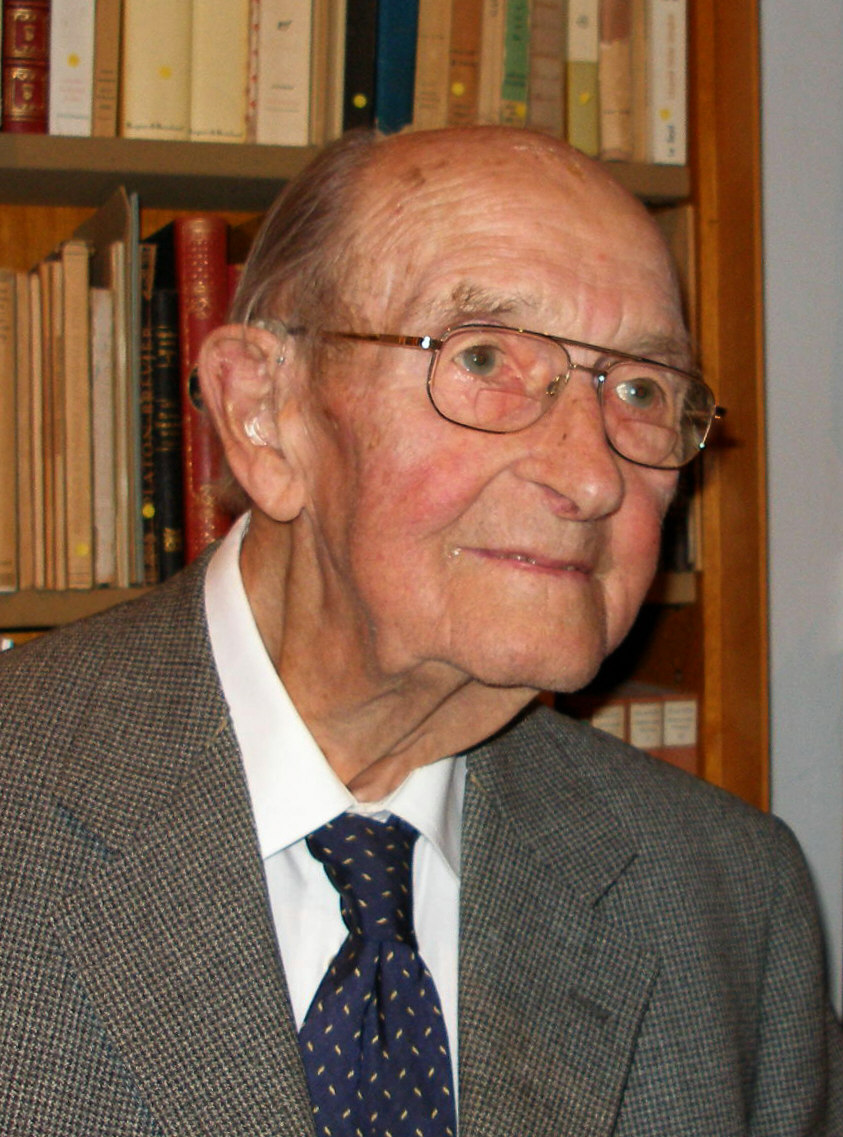
ハンス・フィルビンガー

- カール・フォン・ゴンタルト（1731年 - 1791年）建築家
- クリスティアン・カンナビヒ（1731年 - 1798年）作曲家、マンハイム楽派の先駆的存在である
- カール・テオドール・フォン・ダールベルク（1744年 - 1817年）マインツ大司教
- カール・シュターミッツ（1745年 - 1801年）作曲家、マンハイム楽派の代表的存在
- アントン・シュターミッツ（1750年 - 1798年または1809年）作曲家、マンハイム楽派の代表的存在（カールの弟）
- ルートヴィヒ・アウグスト・ルブラン（1752年 - 1790年）オーボエ奏者、作曲家
- ペーター・フォン・ヴィンター（1754年 - 1825年）作曲家
- フランチェスカ・ルブラン（1756年 - 1791年）ソプラノ歌手、作曲家
- マクシミリアン1世 (バイエルン王)（1756年 - 1825年）初代バイエルン王
- カール・フォン・フィッシャー（1782年 - 1820年）建築家
- カロリーネ・アウグステ・フォン・バイエルン（1792年 - 1873年）バイエルン王女、オーストリア皇妃
- カール・フリードリヒ・シンパー（1803年 - 1867年）植物学者、地質学者
- フリードリヒ・エンゲルホルン（1821年 - 1902年）企業家、BASFの創始者
- ヴィルヘルム・ヴント（1832年 - 1920年）生理学者、哲学者、心理学者
- リヒャルト・フォン・クラフト＝エビング（1840年 - 1902年）精神医学者
- エルンスト・シュレーダー（1841年 - 1920年）数学者、論理学者
- アルベルト・ラーデンブルク（1842年 - 1911年）化学者
- ヘンリー・モーゲンソウ（1856年 - 1946年）アメリカ合衆国の外交官
- ヴィリー・ヘス（1859年 - 1939年）ヴァイオリン奏者
- ルートヴィヒ・ラントマン（1868年 - 1945年）フランクフルト・アム・マインの上級市長
- ヘルマン・ミュラー（1876年 - 1931年）ヴァイマル共和国首相
- ヴェルナー・ヘーゲマン（1881年 - 1936年）都市プランナー、建築評論家
- ゼップ・ヘルベルガー（1897年 - 1977年）サッカー選手、指導者
- アルベルト・シュペーア（1905年 - 1981年）建築家、ナチスの軍需大臣
- アルフレート・デルプ（1907年 - 1945年）イエズス会司祭、反ナチス活動家
- フランツ・ジクス（1909年 - 1975年）SS旅団長、ナチス幹部
- カール＝ハインツ・ホフマン（1910年 - 1985年）ドイツ民主共和国の政治家
- オスカー・ロール（1912年 - 1988年）サッカー選手
- オットー・シフリング（1912年 - 1939年）サッカー選手
- ハインツ・ハーバー（1913年 - 1990年）物理学者、作家
- ハンス・フィルビンガー（1913年 - 2007年）バーデン＝ヴュルテンベルク州首相、ドイツ連邦参議院議長
- アンネリーゼ・ローテンベルガー（1926年 - ）ソプラノ歌手
- ゲルハルト・マイヤー＝フォアフェルダー（1933年 - ）ドイツ・サッカー連盟会長、バーデン＝ヴュルテンベルク州首相
- ルディ・アルティヒ（1937年 - ）自転車競技選手、1966年世界チャンピオン
- ヴィルヘルム・ブンガート（1939年 - ）テニス選手
- ディートマール・ダンナー（1950年 - ）サッカー選手
- ゲルノット・ロール（1953年 - ）サッカー選手、指導者
- フリッツ・ヴァルター（1960年 - ）サッカー選手
- トーマス・シャーフ（1961年 - ）サッカー選手、指導者（ヴェルダー・ブレーメン）
- ウーベ・ラーン（1962年 - ）サッカー選手
- シュテフィ・グラフ（1969年 - ）テニス選手
- クセイヴィア・ナイドゥー（1971年 - ）ソウル歌手、R&B歌手
- ハイコ・ヘルリヒ（1971年 - ）サッカー選手
- クリスティアン・ヴェルンス（1972年 - ）サッカー選手
- ウミト・ダヴァラ（1973年 - ）サッカー選手
- ヨーヒェン・ヘヒト（1977年 - ）アイスホッケー選手
- ファニー・リンネ（1980年 - ）女子フィールドホッケー選手
- ズーザンネ・ハーテル（1988年 - ）女子サッカー選手
- ザラ・ヘッケン（1993年 - ）女子フィギュアスケート選手

## Inventions made in Mannheim（を翻訳しなければならない。）
- The world’s first bicycle, built in Mannheim by Karl Freiherr von Drais in 1817
- The world’s first automobile, built in Mannheim by Carl Benz in 1885
- Carl Benz‘ workshop in Mannheim (T6, 11)
- Official sign of Bertha Benz Memorial Route, commemorating the world's first long distance journey by automobile from Mannheim to Pforzheim in 1888 (104 km / 64 miles)

### ブローマウル賞
1970年から毎年、この都市に対し最も功績のあった人物にブローマウル賞が授与されている。

## 引用
1. ↑  Statistisches Landesamt Baden-Württemberg – Bevölkerung nach Nationalität und Geschlecht am 31. Dezember 2023 (CSV-Datei)
2. ↑  Max Mangold, ed (2005). Duden, Aussprachewörterbuch (6 ed.). Dudenverl. p. 532. ISBN 978-3-411-04066-7
3. ↑  マンハイム=ゼッケンハイム私立観測所の2003年8月の記録
4. ↑  Dieter Berger: de:Duden, geographische Namen in Deutschland: Herkunft und Bedeutung  der Namen von Ländern, Städten, Bergen und Gewässern, Bibliographisches Institut, Mannheim/Wien/Zürich 1993 (ISBN 3-411-06251-7), S. 178.
5. ↑  Gertrude Cepl-Kaufman / Antje Johanning: Mythos Rhein. Zur Kulturgeschichte eines Stromes. Darmstadt: Wissenschaftliche Buchgesellschaft 2003 (ISBN 3-534-15202-6), S. 146.
6. 1 2 3  川越修「1848年革命」『ドイツ史』2、290頁。
7. ↑  川越修「1848年革命」『ドイツ史』2、326頁。
8. ↑  欧州ゴミ合戦-2- 60年かけ捨場築く『朝日新聞』1970年（昭和45年）10月24日夕刊 3版 10面
9. ↑  “Gemeinderatswahlen 2019 - Universitätsstadt Mannheim”. 2021年6月20日閲覧。
10. ↑  Mannheims Partnerstädte - von Bydgoszcz bis Zhenjiang （マンハイム市の公式ウェブサイト）
11. ↑  強制収容所を記憶する場所ザントホーフェンのホームページ
12. ↑  マンハイムBUGA1975でのエアロバス